# Présidence de Bill Clinton
42e président des États-Unis
Présidence de George H. W. Bush Présidence de George W. Bush
La présidence de Bill Clinton débute le 20 janvier 1993, date de l'investiture de Bill Clinton en tant que 42e président des États-Unis, et prend fin le 20 janvier 2001. Membre du Parti démocrate, Clinton entre en fonction après avoir remporté l'élection présidentielle de 1992 face au président sortant George H. W. Bush et au milliardaire Ross Perot. Quatre ans plus tard, Clinton défait à nouveau Perot et le candidat républicain Bob Dole, ce qui lui permet d'être élu pour un second mandat.
Dans le cadre de ces élections, Clinton se présente comme un Nouveau démocrate, et le positionnement centriste, ou « troisième voie », qu'il adopte se ressent dans les décisions politiques de son administration. Il est le premier président élu après la fin de la guerre froide et le premier baby boomer à accéder à la présidence. Il est également le premier président démocrate à effectuer deux mandats complets depuis Franklin D. Roosevelt. À la suite de l'élection présidentielle de 2000, le républicain George W. Bush lui succède à la Maison-Blanche.
Sous la présidence de Clinton, les États-Unis connaissent une période de forte prospérité économique. Dans les premiers mois de son mandat, Clinton signe l’Omnibus Budget Reconciliation Act of 1993 qui entraîne une hausse des impôts et est à l'origine des excédents budgétaires ultérieurs. Il obtient également la ratification de l'Accord de libre-échange nord-américain, un pacte commercial négocié par le président Bush entre les États-Unis, le Mexique et le Canada. Sur le front législatif, le plan d'assurance santé universelle, qui constitue sa réforme la plus ambitieuse, échoue cependant à obtenir l'approbation du Congrès, le président n'ayant pas réussi à mobiliser un soutien parlementaire suffisant à la loi.
En conséquence, le Parti démocrate est sévèrement sanctionné dans les urnes lors des élections de mi-mandat et les républicains prennent le contrôle des deux chambres du Congrès pour la première fois depuis les années 1950. La « révolution républicaine » de 1994 permet aux républicains du Congrès, sous l'impulsion du président de la Chambre des représentants Newt Gingrich, de proposer des mesures conservatrices. Si Clinton fait usage à plusieurs reprises de son droit de veto, il doit également ratifier certaines de ces lois comme le Personal Responsibility and Work Opportunity Act. Les désaccords avec les républicains du Congrès conduisent par deux fois à l'arrêt des activités gouvernementales dans le pays entre 1995 et 1996. Dans le domaine de la politique étrangère, le premier mandat de Clinton voit des interventions américaines en Somalie, en Haïti et dans les Balkans.
Son second mandat est marqué par les premiers excédents budgétaires fédéraux depuis les années 1960, mais cet événement est en partie éclipsé en 1998 par la mise en accusation du président à la suite d'un scandale sexuel impliquant Clinton et une jeune stagiaire de la Maison-Blanche, Monica Lewinsky. Bien que la Chambre des représentants vote en faveur de la destitution, Clinton est acquitté par le Sénat. En 1997, il signe la loi qui donne naissance au State Children's Health Insurance Program, un programme d'assurance-maladie qui concerne des millions d'enfants américains. En 1999 enfin, il ratifie la loi Gramm-Leach-Bliley qui fusionne les activités des banques de dépôts avec celles des banques d'investissement.
Sur la scène internationale, le président Clinton ordonne une intense campagne de bombardement dans les Balkans qui débouche sur la création d'un protectorat sous mandat des Nations unies au Kosovo. Clinton contribue grandement à étendre l'influence de l'OTAN dans les anciens pays du bloc de l'Est tout en continuant à entretenir de bonnes relations avec le président russe Boris Eltsine. Il renforce dans le même temps les partenariats économiques avec certains pays comme la Chine.
Bill Clinton termine son deuxième mandat avec une cote de popularité élevée, bien que son successeur désigné, le vice-président Al Gore, soit défait par Bush à l'élection présidentielle de 2000. Depuis la fin de sa présidence, les historiens et les politologues considèrent généralement Clinton comme un président supérieur à la moyenne.

## Élection présidentielle de 1992
La popularité du président George H. W. Bush à la suite des succès enregistrés lors de la guerre du Golfe convainquit un certain nombre de leaders démocrates de ne pas se présenter à l'élection présidentielle de 1992. Des figures du parti comme Mario Cuomo ou Dick Gephardt étant hors course, les primaires démocrates mirent en concurrence des candidats relativement inconnus. Parmi eux figuraient l'ancien sénateur Paul Tsongas du Massachusetts, l'ancien gouverneur de la Californie Jerry Brown et le gouverneur de l'Arkansas Bill Clinton, en fonction depuis 1983. Clinton émergea rapidement comme le favori dans la course à l'investiture démocrate dès les premières primaires du mois de février 1992. Membre fondateur du Democratic Leadership Council, considéré comme centriste, Clinton parvint à surmonter l'opposition de démocrates plus libéraux comme Brown et décrocha la nomination du parti en avril 1992.

Clinton battit le président George H. W. Bush à l'élection présidentielle de 1992.

De son côté, Bush triompha de la candidature conservatrice de Pat Buchanan à la convention républicaine et put de fait concourir à sa réélection. En plus de Bush et de Clinton, la campagne présidentielle fut marquée par la présence d'un troisième homme, Ross Perot, un milliardaire du Texas qui mena une campagne résolument populiste visant à attirer les électeurs désabusés par la politique des deux principaux partis. Perot manifesta également son opposition à l'accord de libre-échange nord-américain et se montra favorable à un équilibre du budget fédéral. Les sondages effectués au début du mois de juin 1992 placèrent Bush en tête, suivi de Perot puis de Clinton. Toutefois, Perot se retira temporairement de la course de juillet à septembre, ce qui endommagea sérieusement sa candidature. À la convention nationale démocrate de 1992, Clinton désigna comme colistier le sénateur Al Gore du Tennessee. Ce choix, entre autres motifs, permit d'unifier le parti derrière la candidature de Clinton. Alors qu'à la même époque la convention républicaine mettait l'accent sur les questions sociales, Clinton focalisa son discours de campagne sur les difficultés économiques engendrées par la récession du début des années 1990.
Le jour du scrutin, Clinton obtint 43 % du vote populaire et une large majorité au collège électoral. Derrière lui, Bush récolta 37,4 % des voix et Perot 18,9 %, ce qui constituait le score le plus élevé réalisé par un candidat tiers ou indépendant à une élection présidentielle depuis 1912. Clinton remporta la plupart des États du nord-est des États-Unis ainsi que plusieurs États du Midwest, de l'Ouest et du Sud. Lors des élections législatives qui se déroulèrent à la même période, les démocrates conservèrent leur majorité dans les deux chambres du Congrès.

## Investiture

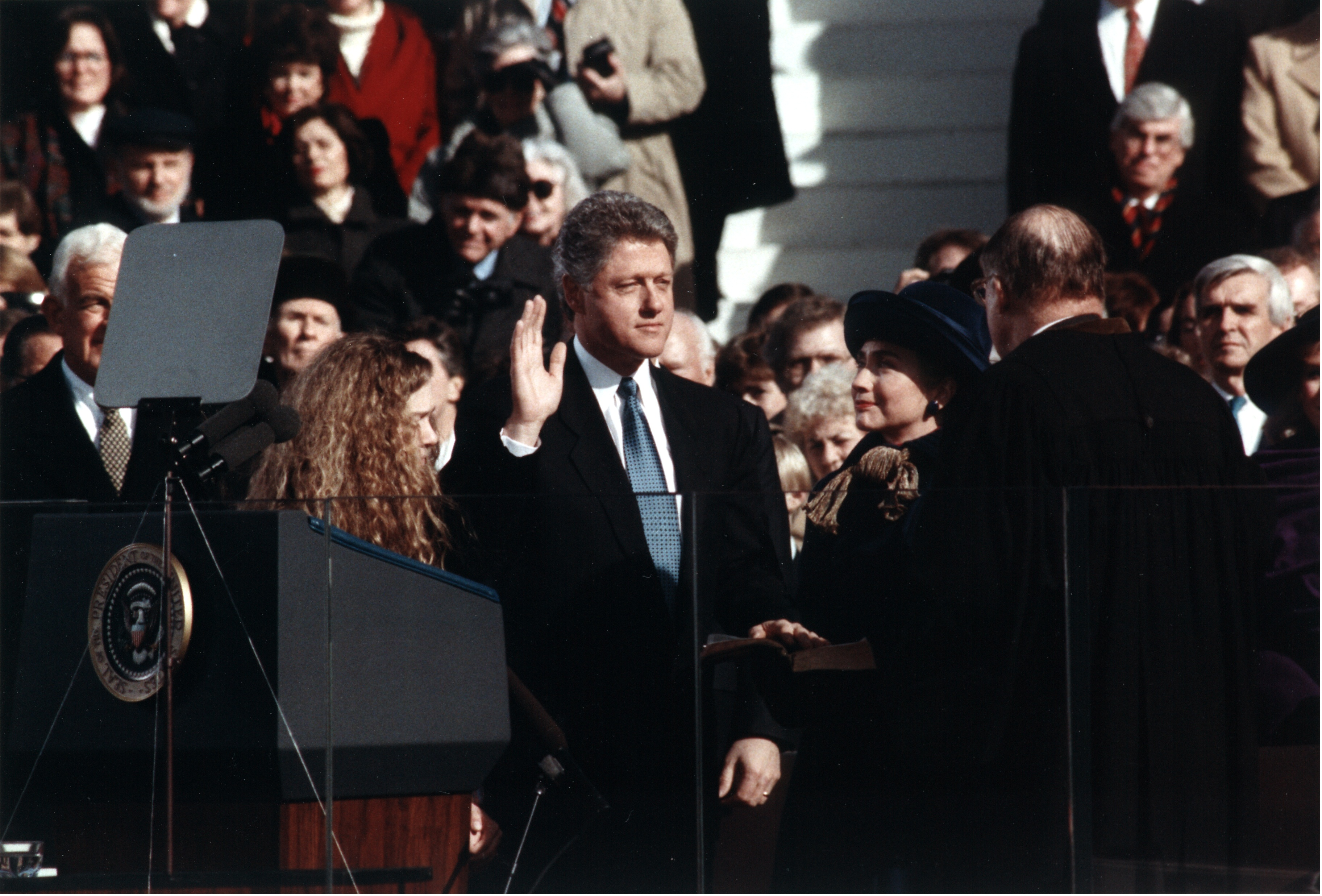
Prestation de serment de Bill Clinton le 20 janvier 1993.

Le 20 janvier 1993, Bill Clinton prêta serment en tant que 42e président des États-Unis, sous l'autorité du juge en chef William Rehnquist. Il était, à 46 ans, le plus jeune président élu depuis John F. Kennedy. Son discours d'investiture fut l'occasion pour lui d'escamoter le mandat ambigu qu'il avait reçu des électeurs et son manque d'expérience politique à l'échelle nationale. Pour la rédaction de son texte, il s'inspira en grande partie de la Bible protestante, qu'il avait étudié tout au long de sa vie, de son passage à l'université catholique de Georgetown et des discours inauguraux de Ronald Reagan, Richard Nixon, John F. Kennedy, Jimmy Carter et Woodrow Wilson. Il insista notamment sur la capacité des États-Unis à affronter les nouveaux enjeux constitués par la fin de la guerre froide et la mondialisation :

« Aujourd'hui, une génération élevée dans l'ombre de la guerre froide doit prendre de nouvelles responsabilités dans un monde réchauffé par le chaud soleil de la liberté, mais menacé par les anciennes haines et les nouvelles pestes […]. Des forces profondes et puissantes sont en train de secouer et de remodeler notre monde, et la question la plus urgente qui se pose à nous aujourd'hui est de savoir si nous pouvons faire en sorte que ce changement soit notre ami, et non notre ennemi […]. Il n'existe plus de distinction claire entre ce qui est étranger et ce qui est national. L'économie mondiale, l'environnement mondial, l'épidémie mondiale de sida, la course mondiale aux armements : tout cela nous affecte tous. »

## Composition du gouvernement
Le vice-président Al Gore et la Première dame Hillary Clinton apparurent très vite comme les deux personnalités les plus influentes de l'administration Clinton, le président sollicitant leur avis sur de nombreux sujets. Mack McLarty, un ami de longue date de Clinton qui avait fait carrière dans les affaires et avait été président du comité démocrate de l'Arkansas, devint le premier chef de cabinet de Clinton. Ce dernier convainquit le sénateur Lloyd Bentsen du Texas, qui s'était présenté comme candidat à la vice-présidence sur le ticket démocrate en 1988, d'occuper le poste de secrétaire au Trésor. Au début du premier mandat de Clinton, Bentsen, le directeur du Bureau de la gestion et du budget Leon Panetta, le secrétaire au Travail Robert Reich et le coordinateur politique Robert Rubin furent les principaux conseillers économiques du président.
Pour le poste de procureur général, Clinton souhaitait que ce dernier fût occupé pour la première fois par une femme et il jeta son dévolu sur Zoë Baird, une avocate peu connue. Le scandale connu sous le nom de « Nannygate » révéla toutefois, en janvier 1993, qu'elle embauchait une immigrante illégale péruvienne en couple pour travailler dans sa maison. Baird retira sa nomination et Clinton désigna Kimba Wood qui dut rapidement décliner elle aussi en raison de problèmes similaires. À la suite de cet événement, plus d'un millier de postes à pourvoir à la présidence furent soumis à un examen plus minutieux des pratiques d'embauche à l'aide ménagère, ce qui eut pour conséquence de ralentir fortement les nominations à de nouveaux postes administratifs. Janet Reno, une magistrate de l'État de Floride, fut finalement désignée en tant que procureur général quelques semaines plus tard et confirmée en mars 1993. Après les difficultés de ces premières nominations et de celle de Lani Guinier à un poste haut placé du département de la Justice, Clinton recruta David Gergen, un fonctionnaire des précédentes administrations républicaines, en qualité de conseiller du président. De tous les ministres de Clinton, seuls quatre (Janet Reno, Bruce Babbitt, Richard Riley et Donna Shalala) restèrent en fonction pendant toute la durée de sa présidence.
Lors de ce premier mandat, l'équipe de conseillers à la politique étrangère du président fut dirigée par le conseiller à la sécurité nationale Anthony Lake et par le secrétaire d'État Warren Christopher, qui avaient tous les deux servis dans la précédente administration Carter. Le secrétaire à la Défense, Les Aspin, démissionna peu après la bataille de Mogadiscio et fut remplacé par William Perry. Bentsen et McLarty démissionnèrent à leur tour en 1994 et furent remplacés respectivement par Rubin et Panetta. Clinton ayant été réélu pour un second mandat, Panetta quitta ses fonctions et fut remplacé par l'ex-chef de cabinet adjoint Erskine Bowles. Madeleine Albright devint la première femme secrétaire d'État et Sandy Berger succéda à Lake comme conseiller à la sécurité nationale tandis que l'ancien sénateur républicain William Cohen fut nommé secrétaire à la Défense. Selon le journaliste John Harris, la proximité de Berger avec le président fit de lui le principal responsable de la politique étrangère du second mandat de Clinton, ainsi que le conseiller à la sécurité nationale le plus influent depuis Henry Kissinger. John Podesta servit en tant que chef de cabinet à partir de 1998 alors que Lawrence Summers remplaça Rubin au secrétariat du Trésor en 1999.

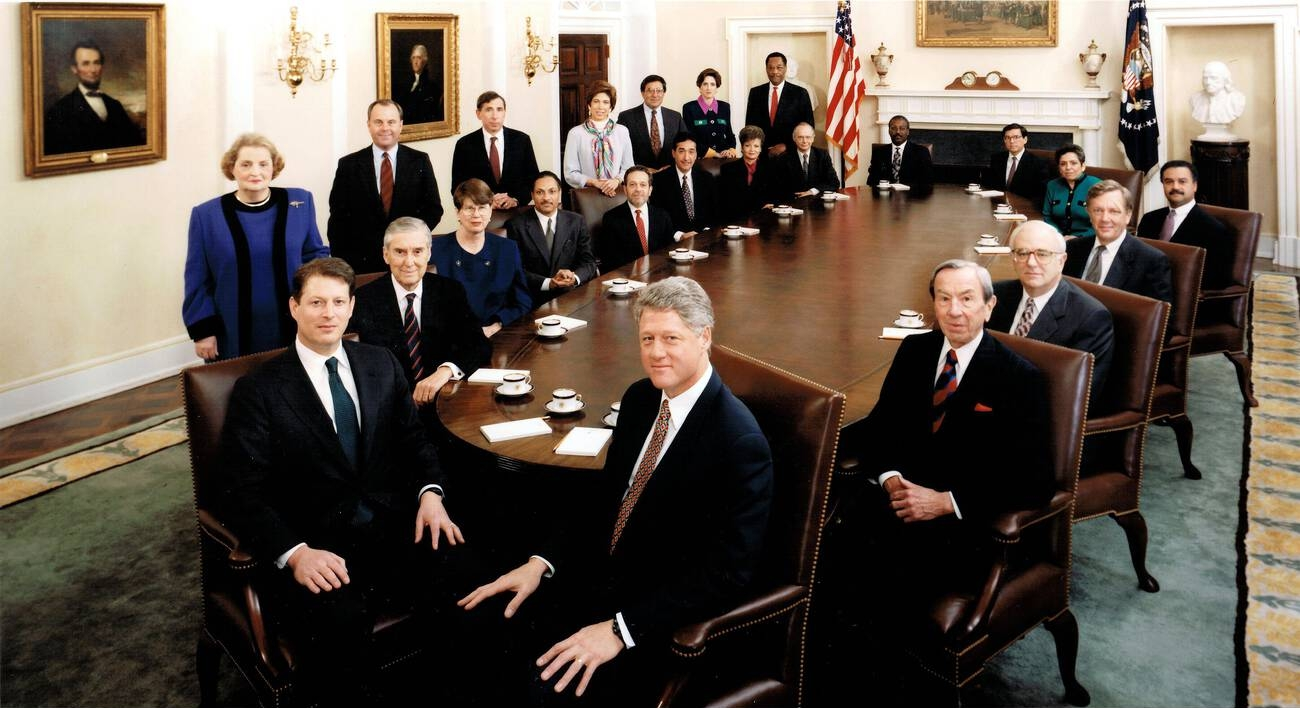
Le cabinet sous la présidence Clinton en 1993, réuni dans la Cabinet Room à la Maison-Blanche.

## Nominations judiciaires

Ruth Bader Ginsburg en compagnie du président Clinton lors de l'annonce de sa nomination à la Cour suprême, en juin 1993.

Le président Clinton nomma deux juges à la Cour suprême. La première vacance se produisit en mars 1993 lorsque le juge assesseur Byron White informa Clinton qu'il allait bientôt prendre sa retraite. Clinton songea initialement à le remplacer par Mario Cuomo ou par le secrétaire à l'Intérieur Bruce Babbitt, qu'il jugeait capables d'exercer un rôle influent au sein de la Cour suprême. Après quelques semaines de réflexion, le président estima qu'il serait plus judicieux de nommer un juriste expérimenté et il s'entretint avec Stephen Breyer et Ruth Bader Ginsburg, qui exerçaient tous les deux la fonction de juge d'appel fédéral. Cette dernière fut choisie et Clinton annonça sa nomination en juin 1993. Le Sénat confirma cette décision deux mois plus tard, faisant de Ginsburg la deuxième femme à siéger à la Cour suprême après Sandra Day O'Connor. En 1994, ce fut au tour d'Harry Blackmun de partir à la retraite et Clinton proposa avec succès le nom de Breyer pour lui succéder. Toutefois, ces nominations n'eurent pas d'influence majeure sur le positionnement idéologique de la Cour suprême, les conservateurs continuant d'y détenir une faible majorité.

## Politique intérieure

### Politique budgétaire

#### Plan de réduction du déficit de 1993

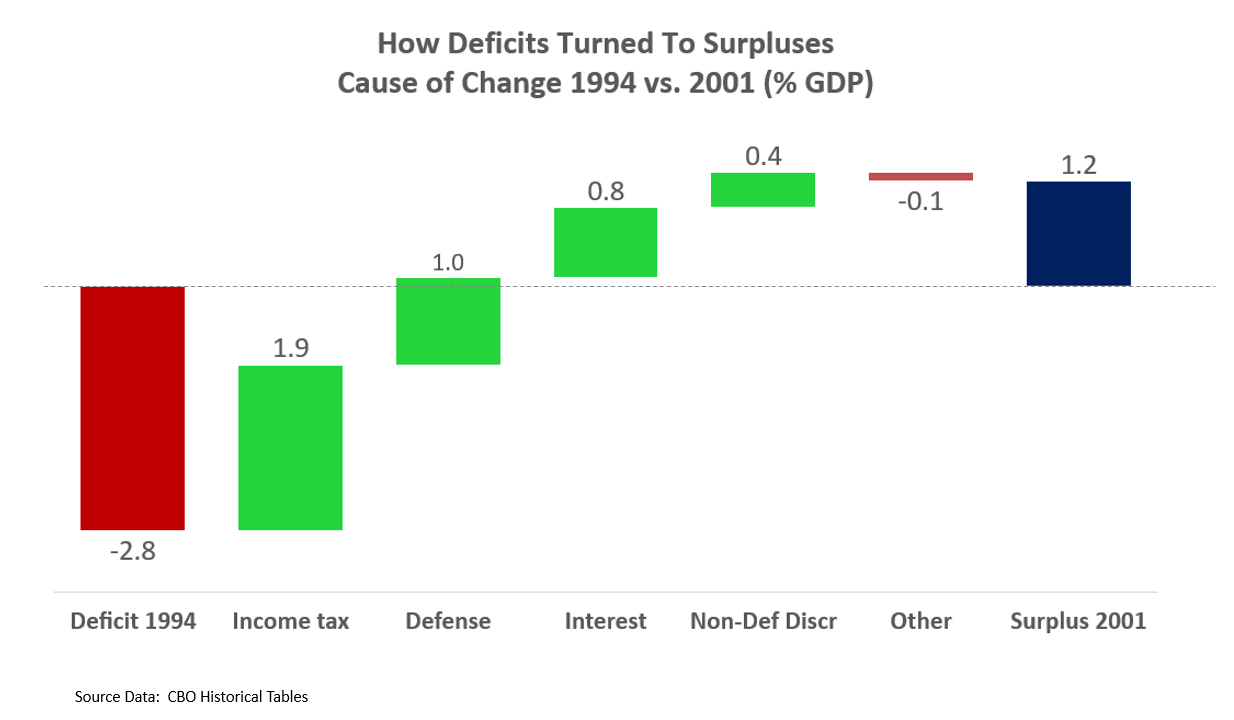
Graphique en cascade montrant les causes du passage d'une situation de déficit en 1994 à une situation d'excédent budgétaire en 2001, mesurées en pourcentage du PIB. Les recettes liées à l'impôt sur le revenu ont vu leur part dans le PIB augmenter en raison de la hausse des impôts sur les contribuables les plus aisés, tandis que le rapport des dépenses et des intérêts relatifs au secteur de la défense ont diminué.

Clinton hérita des administrations Reagan et Bush un important déficit budgétaire qui se montait à 290 milliards de dollars pour l'année fiscale 1992. Afin de réduire le déficit, Bentsen, Panetta et Rubin conseillèrent à Clinton de continuer à augmenter les impôts et de limiter les dépenses pour encourager le président de la Réserve fédérale, Alan Greenspan, à baisser les taux d'intérêt et ainsi ramener le pays à la prospérité grâce à la confiance accrue des investisseurs. Malgré le secrétaire au Travail Robert Reich qui estimait que la stagnation des revenus constituait un enjeu économique bien plus important que la question des déficits, Clinton fit de la remise à niveau du budget la priorité économique majeure de sa première année au pouvoir. Ce faisant, il dut abandonner à contrecœur un projet de réduction d'impôts de la classe moyenne qu'il avait défendu pendant sa campagne.
Clinton soumit sa réforme budgétaire à l'approbation du Congrès en février 1993, proposant à la fois une hausse des impôts et une réduction des dépenses qui devaient combler le déficit de moitié d'ici à 1997. Les dirigeants républicains étaient cependant hostiles à une augmentation des impôts et ils pressèrent les membres de leur parti à faire bloc contre le budget de Clinton. Lors du vote, le projet de loi ne récolta pas une seule voix chez les républicains. Les démocrates du Sénat bloquèrent la mise en œuvre d'une nouvelle taxe énergétique en faveur d'une augmentation de la taxe sur l'essence, mais Clinton résista aux pressions qui s'exerçaient contre lui pour le retrait d'un projet d'extension du crédit d'impôt sur les revenus du travail. En définitive, le Sénat et la Chambre des représentants adoptèrent chacun, à de courtes majorités, une version du projet de loi sur le budget et un comité de conférence régla les différences entre les deux versions.
La Chambre des représentants adopta la version finale de la loi par 218 voix contre 216. Après avoir longuement démarché auprès de Bob Kerrey et des autres sénateurs démocrates, Clinton obtint également le passage de la loi au Sénat par 50 voix contre 50, le vice-président Gore venant apporter la 51e voix décisive comme prévu en cas d'égalité. L’Omnibus Budget Reconciliation Act of 1993 fut officiellement ratifié par Clinton le 10 août 1993. La loi prévoyait une baisse des dépenses fédérales de 255 milliards de dollars sur cinq ans, qui concernait principalement les fonds alloués à l'armée et au programme Medicare ; dans le même temps, le gouvernement devait bénéficier de 241 milliards de nouvelles recettes grâce à la hausse de la taxe sur l'essence et au relèvement de l'imposition sur les individus dont les revenus annuels étaient supérieurs à 100 000 $.

#### Arrêt des activités gouvernementales

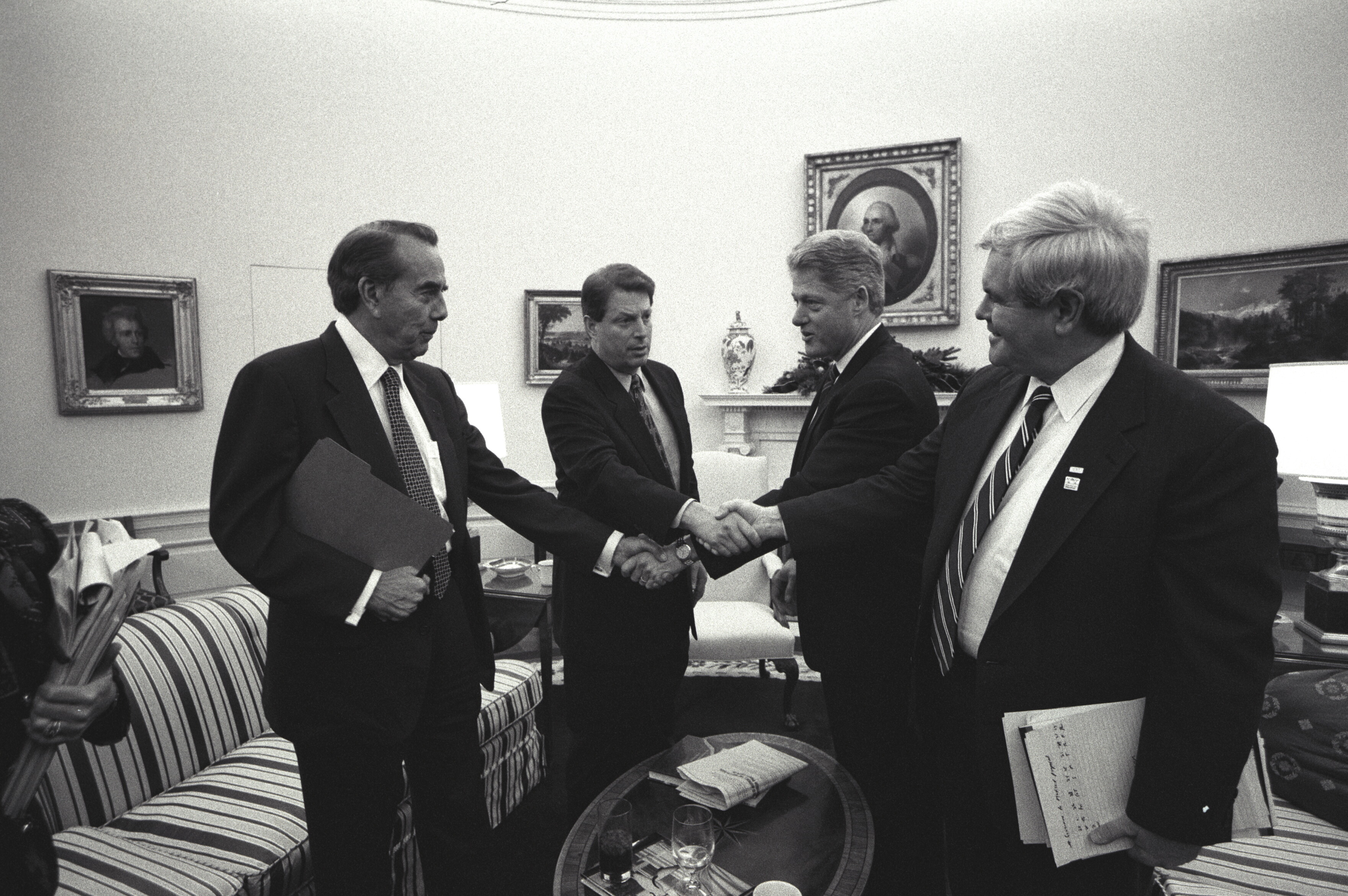
Le sénateur Bob Dole, le vice-président Al Gore, le président Clinton et le speaker de la Chambre des représentants Newt Gingrich dans le Bureau ovale à l'issue d'une discussion sur le budget, en décembre 1995.

Les républicains ayant pris le contrôle des deux chambres du Congrès lors des élections de 1994, le nouveau président de la Chambre des représentants, Newt Gingrich, promit une « révolution » conservatrice qui comprenait notamment des réductions d'impôts, des réformes sociales et une importante baisse des dépenses intérieures. Le conservatisme avait désormais le vent en poupe au détriment de la politique progressiste inspirée du New Deal et Clinton espérait forger un nouveau consensus qui ne rejetterait pas totalement l'interventionnisme du gouvernement. En réaction à la défaite électorale de son parti, il embaucha le consultant Dick Morris, qui conseilla à Clinton d'appliquer une stratégie de triangulation entre les républicains conservateurs et les démocrates libéraux. En cooptant certaines des idées républicaines, Morris soutenait que le président pourrait gagner en popularité tout en empêchant la mise en œuvre de réformes drastiques prônées par certains conservateurs.
Le Congrès républicain présenta à Clinton un plan budgétaire qui réduisait les dépenses du programme Medicare et accordait des baisses d'impôts importantes pour les plus riches, lui donnant jusqu'au 14 novembre 1995 pour ratifier le projet de loi. Une fois cette date dépassée, le gouvernement serait contraint d'arrêter temporairement ses activités en raison d'un manque de financement. En réponse, Clinton proposa un autre plan qui n'incluait pas les coupes prévues dans l'assurance-maladie mais qui se donnait pour objectif d'équilibrer le budget d'ici à 2005. Le président refusa de donner son accord au projet de loi républicain et une grande partie des services gouvernementaux furent en conséquence suspendus (shutdown). 
Les activités gouvernementales s'interrompirent à nouveau le 16 décembre après que Clinton eût opposé son veto à un plan budgétaire républicain qui prévoyait une nouvelle diminution des impôts en faveur des catégories les plus aisées, une réduction des dépenses sur les programmes sociaux et le transfert de la responsabilité du programme Medicaid aux États. Après 21 jours d'interruption des services gouvernementaux, les républicains, craignant de passer pour des extrémistes aux yeux de la population, validèrent le budget proposé par Clinton. Le compromis négocié entre la Maison-Blanche et le Congrès était plutôt favorable aux républicains dans la mesure où les dépenses fédérales furent amputées de 123 milliards, principalement dans les programmes sociaux destinés aux plus pauvres ; toutefois, le mécontentement populaire lié aux shutdowns successifs retomba bien davantage sur les républicains que sur Clinton, qui sortit politiquement renforcé de cette crise. Soucieux d'adoucir leur image auprès de l'opinion, les adversaires du président consentirent peu après ― entre autres mesures ― à une augmentation du salaire minimum fédéral, qui fut porté de 4,25 à 5,15 $ de l'heure, et au passage de la loi Kassebaum-Kennedy visant à permettre aux salariés de conserver leur assurance santé en cas de changement d'emploi.

#### Excédents budgétaires

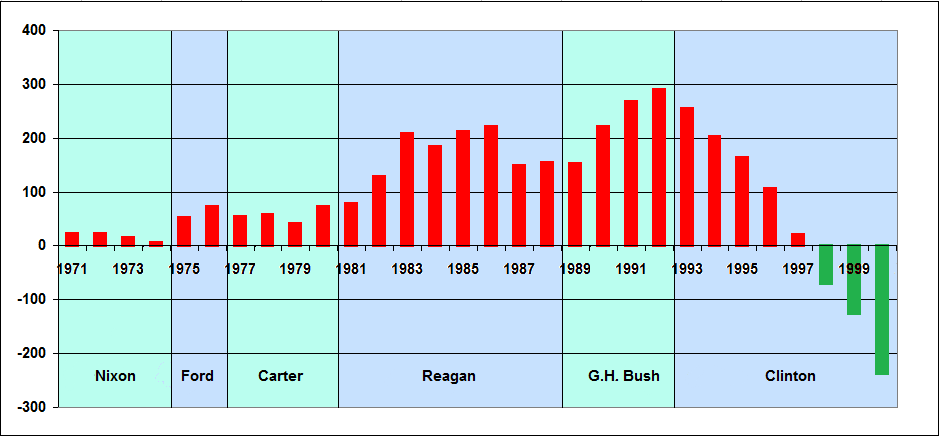
Déficit budgétaire du gouvernement fédéral américain de 1971 à 2001 (en milliards de dollars).

Conjugué à une économie forte, le plan de réduction du déficit de 1993 entraîna chaque année une baisse des déficits budgétaires, et en 1998, le gouvernement fédéral connut le premier excédent budgétaire depuis les années 1960. Reflétant l'importance de l'événement, le New York Times décrivit la fin des déficits comme « l'équivalent fiscal de la chute du mur de Berlin ». La bonne santé du budget fédéral avait déjà permis en 1997 à Clinton de s'entendre avec les républicains du Congrès pour n'apporter que des changements relativement mineurs dans le budget.
Alors que les excédents budgétaires incitaient les chefs de file du Parti républicain à réclamer une baisse massive des impôts, Clinton ne consentit à aucune modification importante du budget fédéral dans les trois dernières années de son mandat et les surplus furent affectés prioritairement au remboursement de la dette publique. En 1997, le président consentit toutefois à un accord avec les républicains pour abaisser le taux d'imposition sur les plus-values à 18 %, instaurer un crédit d'impôt pour enfants de 500 dollars, augmenter le financement des soins de santé pour les enfants et relever la taxe fédérale sur les cigarettes à 39 cents par paquet au lieu de 24. Durant la période 1999-2000, les républicains n'en bloquèrent pas moins certaines des réformes de Clinton comme une nouvelle augmentation du salaire minimum à l'échelle fédérale ou un programme législatif visant à délivrer des médicaments sous ordonnance aux personnes âgées.

### Santé publique

#### Réforme avortée du système de santé de 1993
Lorsque Clinton entra en fonction, environ 20 % des adultes américains n'avaient pas d'assurance maladie, en dépit du fait que les États-Unis dépensaient plus en matière de santé que la plupart des autres pays développés (l'équivalent de 14 % du PIB de l'époque). De nombreux progressistes étaient favorables à une couverture santé à payeur unique, comme au Canada. Au Congrès, un groupe de républicains proposa un plan mêlant à la fois des subventions gouvernementales et l'introduction d'un mandat qui obligerait les individus à contracter une assurance santé.

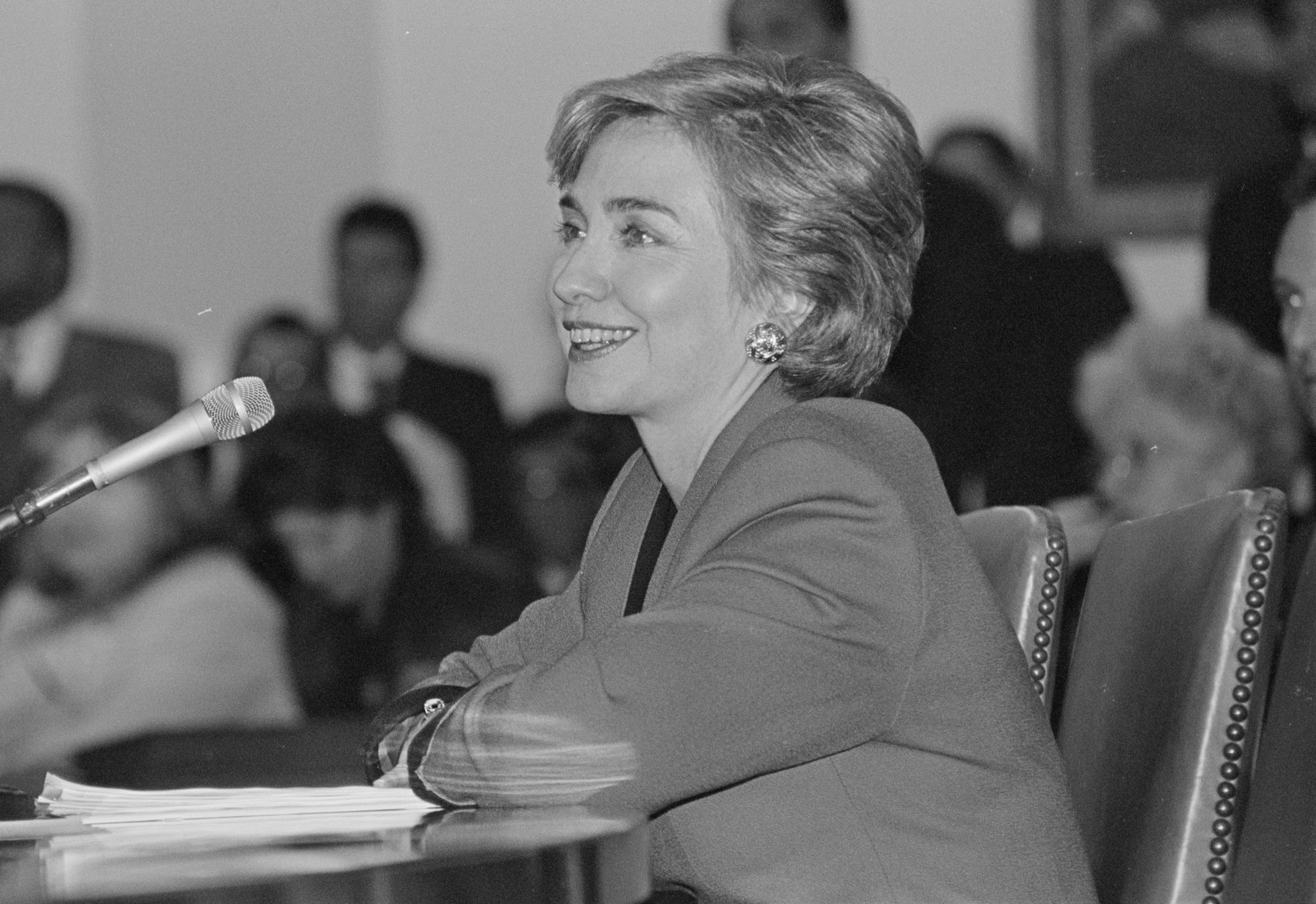
La Première dame Hillary Clinton en septembre 1993, lors de la présentation du plan pour la réforme du système de santé devant le Congrès.

L'administration créa une task force, pilotée par la Première dame Hillary Clinton, afin de travailler à la mise en place d'un système d'assurance santé universelle. Si la compétence d'Hillary Clinton sur ce dossier était reconnue du fait qu'elle avait conduit une réforme similaire en Arkansas, sa nomination à un poste aussi crucial suscita de nombreuses controverses. Rejetant l'idée d'un système à payeur unique, le président soumit un projet qui reposait sur l'extension du régime d'assurance santé des employeurs. Les personnes qui ne pouvaient pas être assurées par un employeur le seraient par le gouvernement. Le plan prévoyait aussi d'accroître les capacités de régulation de l'administration dans le cadre d'une « concurrence dirigée » ; enfin, il devait empêcher les assureurs de facturer des tarifs différents aux clients en fonction de leur âge ou de leurs antécédents médicaux.
Avec l'adoption de l'Omnibus Budget Reconciliation Act et la ratification de l'ALENA en 1993, Clinton fit de la réforme du système de santé la priorité de son programme législatif pour l'année 1994. L'historien Pierre Mélandri écrit : « au départ, le projet est bien accueilli non seulement par les syndicats et les hôpitaux mais aussi par la plupart des grandes sociétés qui y voient l'occasion de réduire le coût de l'assurance santé qu'elles fournissent déjà à leurs salariés et d'améliorer ainsi leur productivité. Mais il ne tarde pas à se heurter au plus formidable tir de barrage que l'on puisse imaginer ». Les opposants au projet firent en effet feu de tout bois pour empêcher sa mise en œuvre : alors que les progressistes reprochaient à Clinton de ne pas mener de réformes plus ambitieuses, les conservateurs dénoncèrent l'expansion du gouvernement tandis que des groupes d'intérêt menèrent des campagnes de publicité affirmant que la réforme prévue par Clinton conduirait au rationnement des soins de santé ainsi qu'à une réduction des choix et une augmentation des coûts pour les citoyens. Le programme publicitaire Harry and Louise, financé par l'Association américaine des compagnies d'assurance de personnes, contribua ainsi de façon notable à retourner l'opinion publique contre le projet de loi.
Dans le même temps, le chef de file des républicains Newt Gingrich et l'éditorialiste Bill Kristol persuadèrent les républicains du Congrès de résister à toute forme de compromis. Le président n'ayant pas jugé bon de galvaniser les parlementaires démocrates et les républicains modérés en soutien de la réforme dès les premières semaines de son mandat, et lui-même ayant refusé de céder sur divers aspects du projet de loi, l'adoption du texte fut rapidement compromise ; face à la division de son parti et à l'opposition résolue des républicains, Clinton se résigna finalement à l'abandon du projet en septembre 1994. En dehors de l'hostilité du Grand Old Party, cet échec était en grande partie imputable à la trop grande complexité de la réforme et à son caractère précipité, alors que la majorité démocrate au Congrès n'était plus aussi importante que sous l'ère de la Grande société de Johnson. En 2000, 43 millions d'Américains ne bénéficiaient toujours d'aucune assurance santé.

#### Autres mesures de santé publique
Dans le mois qui suivit son entrée en fonction, Clinton promulgua le Family and Medical Leave Act of 1993, auquel Bush avait mis son veto à deux reprises. Le texte garantissait aux travailleurs un congé non rémunéré pouvant aller jusqu'à douze semaines pour des raisons médicales ou familiales, en particulier la grossesse.
En août 1996, le président signa le Health Insurance Portability and Accountability Act, un projet de loi bipartisan qui devait permettre aux individus de conserver leur régime d'assurance en cas de changement d'emploi et contenait également diverses modifications relatives à la prise en charge des patients. Au mois d'octobre, le sénateur Ted Kennedy soumit une proposition de loi visant à fournir une couverture maladie pour les enfants des travailleurs pauvres, financée par une augmentation de 75 cents de la taxe sur les cigarettes. En collaboration avec le sénateur républicain Orrin Hatch, Kennedy parvint à faire adopter la mesure en 1997 sous la forme du Children's Health Insurance Program.

### Réforme de l'aide sociale

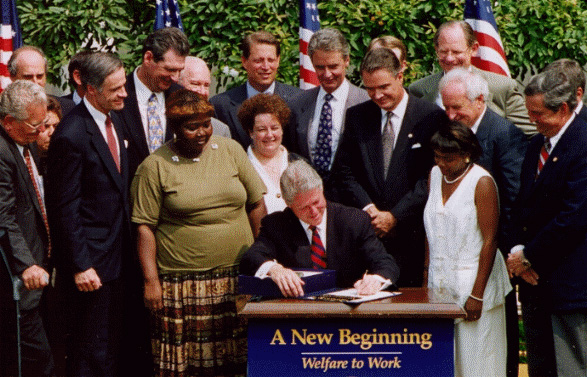
Ratification du Personal Responsibility and Work Opportunity Act par le président Clinton le 22 août 1996.

Dès février 1993, Clinton avait déclaré qu'il fallait « mettre fin à l'État-providence tel que nous le connaissons ». Peu après la réouverture des services gouvernementaux en janvier 1996, il fit part de son intention de modifier en profondeur le principal dispositif d'aide sociale des États-Unis, Aid to Families with Dependant Children (AFDC), qui fournissait un appui financier aux familles pauvres avec enfants. Estimant que le programme contribuait indirectement à déresponsabiliser les individus auxquels il était destiné, Clinton souhaitait transférer le budget de l'AFDC à la formation professionnelle et à la protection de l'enfance. La transformation de l'État-providence était également à l'agenda des républicains, mais ces derniers étaient réticents à financer les programmes de formation à l'emploi et souhaitaient interdire aux immigrants légaux l'accès aux prestations sociales.
Clinton mit par deux fois son veto à des propositions de loi républicaines qui auraient dû entraîner la suppression de l'AFDC, mais le président se ravisa par la suite en considérant que mieux valait un plan de réforme républicain que pas de réforme du tout. En juillet 1996, Clinton signa le Personal Responsibility and Work Opportunity Act (en) (« loi sur la responsabilité individuelle et le travail ») qui enterrait définitivement l'AFDC. Un autre programme lui fut substitué, intitulé Temporary Assistance for Needy Families, dont l'accès aux prestations était désormais limité dans le temps et en fonction du statut de l'individu ; de plus, la mise en œuvre de ces programmes fut confiée aux États et non au gouvernement fédéral. En partie du fait de la forte croissance économique et de l'extension du crédit d'impôt sur le revenu, le nombre de bénéficiaires de l'allocation passa de 14,4 millions de personnes en 1994 à 5,3 millions en 2001. Pour le sociologue Loïc Wacquant, cette loi « instaure le dispositif social le plus régressif promulgué par un gouvernement démocratique au XXe siècle ».

### Politique économique
| Année   | Revenu  | Dépenses | Surplus/ Déficit | PIB      | Dette en % du PIB |
| ------- | ------- | -------- | ---------------- | -------- | ----------------- |
| 1993    | 1154,3  | 1409,4   | -255,1           | 6794,9   | 47,8              |
| 1994    | 1258,6  | 1461,8   | -203,2           | 7197,8   | 47,4              |
| 1995    | 1351,8  | 1515,7   | -164,0           | 7583,4   | 47,5              |
| 1996    | 1453,1  | 1560,5   | -107,4           | 7978,3   | 46,8              |
| 1997    | 1579,2  | 1601,1   | -21,9            | 8483,2   | 44,5              |
| 1998    | 1 721,7 | 1 652,5  | 69,3             | 8 954,8  | 41,6              |
| 1999    | 1 827,5 | 1 701,8  | 125,6            | 9 510,5  | 38,2              |
| 2000    | 2 025,2 | 1 789,0  | 236,2            | 10 148,2 | 33,6              |
| 2001    | 1 991.1 | 1 862,8  | 128,2            | 10 564,6 | 31,4              |
| Sources | [ 64 ]  | [ 64 ]   | [ 64 ]           | [ 65 ]   | [ 66 ]            |

Clinton présida à une « économie de Boucles d'or », caractérisée par une faible inflation et un taux de chômage réduit. Dans les années 1990, le Dow Jones Industrial Average quadrupla et la part des familles possédant des investissements en actions passa de 32 % en 1989 à 51 % en 2001. L'inégalité de revenus augmenta également, les ménages les plus aisés représentant une plus grande part du revenu total. Toutefois, le revenu médian des ménages, ajusté à 2 000 dollars près afin de tenir compte de l'inflation, passa de 38 262 dollars en 1995 à 42 151 dollars en 2000. À cette date, le taux de chômage n'était plus que de 4 % (contre 6,1 % en 1994) et le taux de pauvreté de 11,3 %.
Dans le même temps, le PNB des États-Unis augmenta de 37 % entre 1991 et 1999, avec un accroissement annuel supérieur à 4 % à partir de 1996. Le ratio dette/PIB chuta quant à lui de 49,4 % en 1993 à 35,1 % en 2000. David Greenberg, professeur d'histoire et de sociologie des médias à l'université Rutgers, écrit :

« À la fin de la présidence Clinton, les chiffres étaient uniformément impressionnants. Outre les excédents records et les taux de pauvreté records, l'économie pouvait afficher la plus longue expansion économique de l'histoire ; le taux de chômage le plus bas depuis le début des années 1970 ; et enfin les taux de pauvreté les plus faibles pour les mères célibataires, les Afro-Américains et les personnes âgées. »

Les créations d'emploi concernaient, dans 60 % des cas, des postes qualifiés et convenablement rémunérés même si André Kaspi remarque que « les emplois nouveaux correspondent souvent à de petits boulots, mal payés, précaires, sans intérêt pour ceux qui les exercent ». Par ailleurs, l'activité se répartissait inégalement selon les secteurs de production dont certains, comme l'automobile, la micro-électronique, l'audiovisuel ou certains pans de l'industrie, furent durement touchés alors que d'autres demeurèrent plus compétitifs (chimie, télécommunications, informatique, restauration, …). Sous l'effet de la mondialisation, les processus de délocalisation s'intensifièrent et frappèrent surtout les emplois les moins qualifiés.
Clinton plaida en faveur d'un plan de relance économique de 30 milliards de dollars au cours de sa première année de mandat, mais ce projet fut défait par les républicains au Sénat et il fut incapable d'obtenir le passage d'une proposition similaire pour le restant de sa présidence. Clinton entra en fonction à une époque où le monétarisme avait, dans l'esprit de la plupart des hommes politiques à Washington, supplanté le keynésianisme comme théorie dominante de la croissance économique. Les monétaristes estimaient que les politiques fiscales menées par Clinton n'allaient avoir que relativement peu d'impact sur l'économie et soutenaient que l'acteur essentiel en la matière était le Conseil des gouverneurs de la Réserve fédérale des États-Unis, un groupe de fonctionnaires qui définissait la politique monétaire.
Alan Greenspan fut le président de la Réserve fédérale pendant toute la durée de la présidence de Clinton et s'affirma comme un personnage particulièrement important lorsque l'économie s'améliora entre le milieu et la fin des années 1990. Même si Greenspan fut largement crédité pour son rôle dans la bonne santé de l'économie, les Américains furent globalement satisfaits de la gestion de l'administration Clinton et le contexte économique favorable aida le président à maintenir sa popularité malgré les controverses qui entouraient sa vie privée.

### Déréglementation
Le mandat de Clinton fut aussi marqué par une période de déréglementation dans les secteurs des télécommunications et de la finance. En 1999, Clinton promulgua la loi Gramm-Leach-Bliley (GLBA) : cette dernière abrogeait une disposition de la loi Glass-Steagall de 1933 qui exigeait que les banques se définissent elles-mêmes en tant que banques de dépôt, c'est-à-dire soumises à un contrôle du gouvernement fédéral et à des protections comme les fonds de garantie des dépôts et de résolution, ou en tant que banques d'investissement, qui faisaient l'objet d'une réglementation moins stricte mais qui ne bénéficiaient pas de protections fédérales.
L'industrie financière et ses alliés tentaient de faire abroger cette clause de la loi depuis les années 1980, et ils en obtinrent finalement la suppression grâce à la coopération du secrétaire au Trésor Rubin et celle d'autres membres de l'administration Clinton qui estimaient que l'industrie financière américaine avait besoin d'une réglementation plus souple pour rester compétitive. L'un des principaux objectifs des défenseurs de la GLBA étaient de permettre aux banques de participer à la titrisation des hypothèques, un processus par lequel les hypothèques étaient converties en obligations et vendues à des investisseurs individuels. Avec la mise en place des services de banques universelles, la loi Gramm-Leach-Bliley rompit la séparation traditionnelle entre banque de dépôt et banque d'investissement, en opposition avec les leçons tirées du krach de 1929, et fut plus tard accusée d'avoir considérablement accentuée les effets de la crise financière mondiale débutant en 2007.
Peu avant de quitter ses fonctions, Clinton ratifia le Commodity Futures Modernization Act of 2000, ou « loi sur la modernisation des marchés de matières premières », qui déréglementa le commerce des produits dérivés financiers. Cette loi comprenait notamment la « faille d'Enron » qui déboucha sur un assouplissement de la réglementation du commerce de l'énergie en faveur de certaines entreprises comme Enron. Clinton signa enfin en 1996 une loi sur les télécommunications qui représentait la première législation majeure dans ce domaine depuis la précédente loi sur les communications de 1934. En abolissant la réglementation sur la propriété croisée, le texte souhaitait favoriser la libre concurrence entre les différents fournisseurs et opérateurs de téléphonie, d'Internet et de la télévision.

### Mesures sociétales

#### Droits des homosexuels

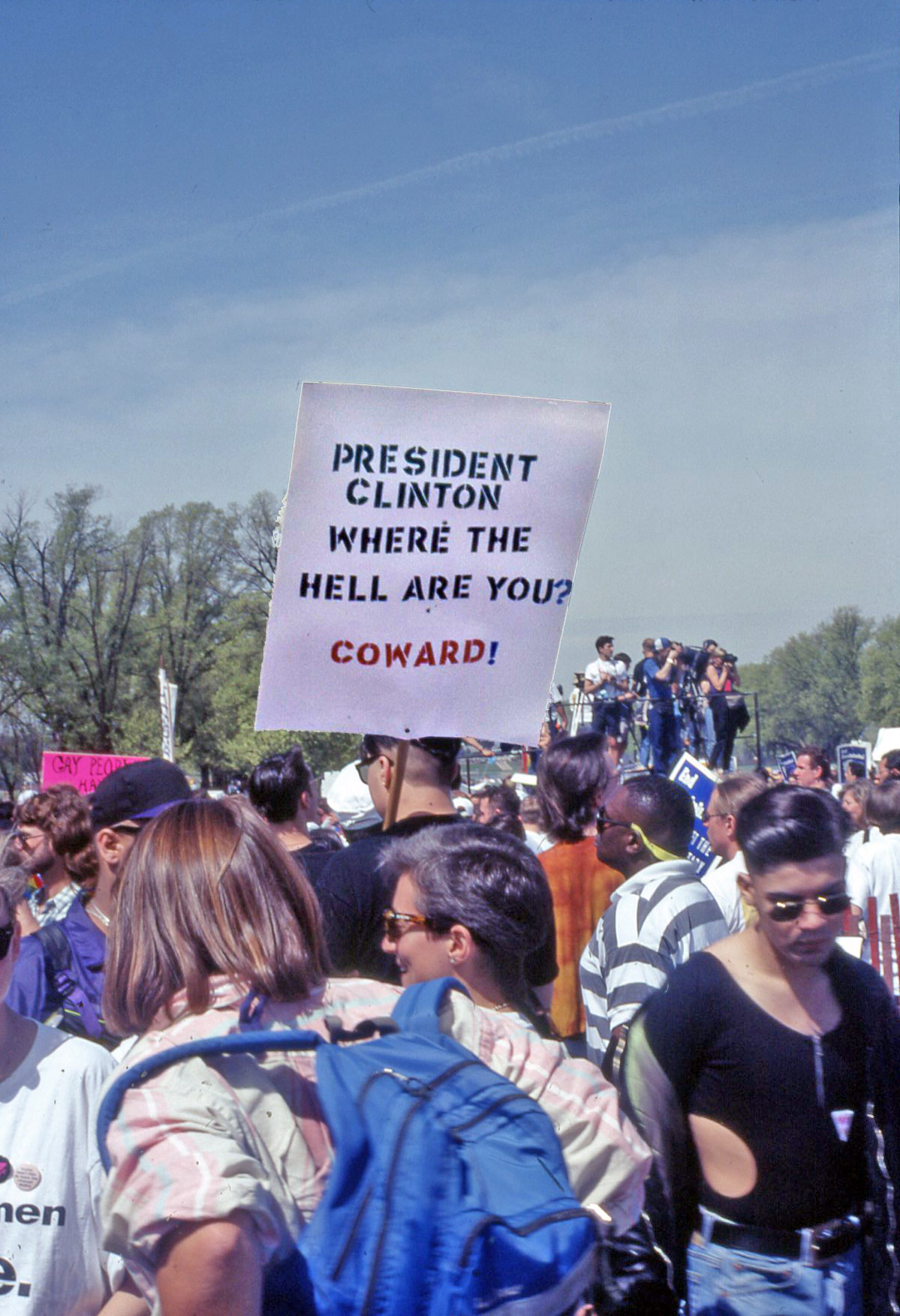
Des manifestants brandissant une pancarte sur laquelle il est écrit : Président Clinton, où diable êtes-vous ? Lâche ! lors de la marche sur Washington pour l'égalité des droits et l'émancipation des lesbiennes, des gays et des bisexuels, en avril 1993.

Pendant sa campagne électorale, Clinton avait promis aux personnes homosexuelles de pouvoir servir dans les forces armées et il fit de cette question une priorité dans les premiers mois de son administration. En collaboration avec le secrétaire à la Défense Les Aspin, il élabora un plan qui allait dans ce sens mais celui-ci fut vivement critiqué par les responsables militaires, en particulier le commandant du Corps des Marines Carl Epting Mundy. En retour, le général Colin Powell suggéra un compromis en vertu duquel l'armée ne demanderait plus les préférences sexuelles de ses militaires tandis que les homosexuels voulant intégrer cette dernière ne devraient pas le revendiquer, d'où l'expression Don't ask, don't tell (« Ne demandez pas, n'en parlez pas »). Clinton était initialement réticent à approuver une telle solution mais il dut s'incliner lorsque les chefs des deux partis au Congrès firent savoir que toute tentative de la Maison-Blanche d'imposer, au moyen d'un ordre exécutif, l'admission sans condition des homosexuels au sein de l'armée serait annulée. La loi Don't ask, don't tell entra en vigueur le 19 juillet 1993. Dans la décennie qui suivit, environ 10 000 personnes furent expulsées des forces armées pour avoir révélé publiquement leur homosexualité,. En outre, la controverse suscitée par la loi mit le président en position de faiblesse au moment d'aborder la réforme du système de santé.
En septembre 1996, Clinton signa le Defence of Marriage Act qui stipulait que les mariages entre personnes de même sexe n'étaient pas reconnus à l'échelle fédérale. Le texte autorisait également la juridiction d'un État à ne pas reconnaître les unions homosexuelles conclues dans un autre État. L'adoption de la loi fut critiquée au sein des groupes homosexuels qui avaient majoritairement soutenu la campagne de Clinton en 1992. Les violences subies par la communauté LGBT furent mises en lumière avec le meurtre de Matthew Shepard, un jeune homosexuel battu à mort près de Laramie, dans le Wyoming, en octobre 1998. Cependant, en dépit du retentissement international de l'affaire et du soutien du président Clinton, les tentatives de légiférer sur les crimes de haine aux niveaux national et local échouèrent dans l'immédiat.

#### Avortement
En tant que candidat, Clinton avait pris position en faveur du droit à l'avortement (soutien à l'arrêt Roe v. Wade). Dès son entrée en fonction en 1993, il autorisa la commercialisation de la pilule contraceptive RU 486, révoqua l'interdiction pour les cliniques financées par le gouvernement fédéral de fournir des conseils en matière d'avortement et signa un décret autorisant l'utilisation de tissus fœtaux dans la recherche médicale. Ces premières mesures de Clinton marquèrent une rupture avec les politiques socialement conservatrices de ses prédécesseurs. Le président ratifia également le Freedom of Access to Clinic Entrances Act qui élevait l'obstruction à l'accès des cliniques d'avortement et des lieux de culte au rang d'infraction fédérale. En avril 1996 puis en octobre 1997, le Congrès vota en faveur de l'interdiction de l'avortement « par naissance partielle » mais Clinton mit à chaque fois son veto au motif qu'aucun des deux projets ne tenait compte de l'état de santé de la mère.

#### Criminalité et lutte contre les drogues
Au début des années 1990, la problématique de la violence (24 500 meurtres aux États-Unis en 1993, dont 17 000 par armes à feu) était une source d'inquiétude majeure pour l'opinion publique. En novembre 1993, Clinton promulgua la loi Brady qui instaurait une vérification des antécédents pour les acheteurs d'armes à feu. L'année suivante, il signa également le Violent Crime Control and Law Enforcement Act qui procurait des fonds à 100 000 agents chargés d'appliquer la loi au niveau étatique et mettait en place une règle dite « des trois prises » visant à accroître les sanctions pénales contre les récidivistes. Le texte de loi comportait une subdivision (Federal Assault Weapons Ban) interdisant la vente de divers types de fusils semi-automatiques ; cette disposition ne s'appliquait cependant pas aux 1,5 million d'armes de cette catégorie déjà en possession de particuliers ni à d'autres types d'armes à feu. Le 20 avril 1999 eut lieu la tuerie de Columbine au cours de laquelle deux lycéens assassinèrent douze de leurs camarades et un professeur avant de mettre fin à leurs jours. À la suite de cet événement, une proposition sénatoriale d'accentuer la régulation des ventes d'armes à feu fut examinée par la Chambre des représentants qui la rejeta néanmoins, notamment sous l'influence de la National Rifle Association.
Clinton poursuivit les efforts de lutte contre la drogue et, dès 1993, éleva la fonction de directeur du bureau national du contrôle des drogues au rang de cabinet. En 1998, son gouvernement dépensa 195 millions de dollars dans une campagne de prévention sur l'usage des drogues à destination de la jeunesse.

### Environnement

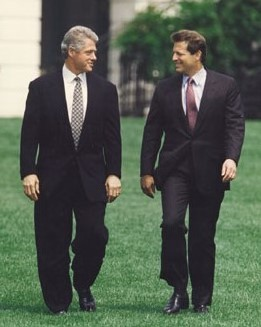
Bill Clinton et le vice-président Al Gore en août 1993.

L'arrivée au pouvoir de Bill Clinton suscita de fortes attentes dans les milieux écologistes, qui avaient voté massivement pour le ticket démocrate en 1992. La présence au sein du gouvernement du vice-président Al Gore, spécialiste reconnu des questions environnementales, et du secrétaire à l'Intérieur Bruce Babbitt, un autre militant de longue date, laissait présager une politique ambitieuse en matière d'environnement. Avant même la fin du premier mandat de Clinton, cependant, le bilan de ce dernier était loin de faire l'unanimité sur ces questions. De nombreux partisans de la défense de la nature reprochèrent en effet à l'administration démocrate de renier ses promesses de campagne en autorisant des projets néfastes sur le plan écologique, par exemple l'ouverture d'un incinérateur géant de déchets toxiques dès 1993, le maintien de l'exploitation du bois dans certaines terres fédérales de l'Ouest ou la volonté de l'Agence de protection de l'environnement d'alléger les normes en matière de pesticides.
L'administration Clinton n'en tenta pas moins de répondre aux demandes de l'opinion publique en faveur d'une meilleure protection de la nature. Par ordre exécutif, Clinton créa ainsi 17 monuments nationaux sur le territoire desquels les activités économiques telles que l'exploitation forestière, l'extraction minière ou encore le forage de pétrole ou de gaz étaient interdites. Il fit également suspendre de manière permanente les forages dans les sanctuaires maritimes. Un ensemble d'ordres présidentiels et ministériels entra en vigueur afin de préserver les zones humides et les ressources du littoral en divers endroits et prolonger le moratoire existant sur les nouvelles concessions pétrolières au large des côtes jusqu'en 2012. Après la victoire des républicains aux élections législatives de 1994, Clinton mit son veto à toute une série de projets budgétaires contenant des amendements destinés à assouplir la réglementation environnementale. Clinton affirma par la suite que son gouvernement « avait adopté les protections les plus strictes qui soient en matière de qualité de l'air, amélioré la salubrité de notre eau potable et de nos aliments, nettoyé environ trois fois plus de sites de déchets toxiques que les deux précédentes administrations réunies [et] contribué à promouvoir une nouvelle génération de véhicules économes en carburant et fonctionnant avec des combustibles alternatifs ».
Le vice-président Gore était très préoccupé par la question du changement climatique, ce qui lui valut d'être raillé par ses adversaires qui le qualifiaient d'« obsédé » et considéraient que les préoccupations environnementales ne devaient pas entraver la croissance économique. À la fin des années 1990, les États-Unis consommaient un quart de toute l'énergie produite sur Terre et étaient responsables d'un quart des émissions de gaz à effet de serre. Clinton promit initialement, en 1993, une diminution des gaz à effet de serre émis par les États-Unis à l'horizon de l'an 2000, avant d'ajourner cet objectif. Le 25 juillet 1997, le Sénat vota, par 95 voix contre 0, une résolution « interdisant à l'Administration de signer aucun traité qui n'imposerait pas aux pays sous-développés les mêmes standards [environnementaux] qu'aux démocraties libérales ou qui causerait un tort sérieux à l'économie nationale ». En novembre 1998, Clinton signa le protocole de Kyoto sur la réduction des émissions de gaz à effet de serre mais le texte ne fut pas ratifié par le Sénat, dans la mesure où un certain nombre de pays en voie de développement tels que la Chine, l'Inde ou le Mexique étaient exemptés des critères fixés par le protocole.

## Politique étrangère

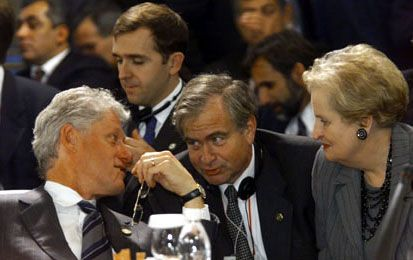
Le président Clinton s'entretenant avec le conseiller à la sécurité nationale Sandy Berger et la secrétaire d'État Madeleine Albright en novembre 1999.

Au moment de son arrivée au pouvoir, Clinton n'avait qu'une expérience très réduite des affaires internationales. En conséquence, son premier mandat fut marqué par des incohérences, des hésitations et des revirements nombreux qui furent souvent lourds de conséquences. La situation évolua à partir de 1995, date à laquelle l'action du président se fit plus volontaire ; l'équipe de conseillers qui l'entourait fut également remaniée en profondeur et le processus de prise de décision gagna en efficacité. L'hostilité du Congrès dominé par les républicains à la politique étrangère de Clinton obéra néanmoins fortement les initiatives de ce dernier sur la scène extérieure.
Le passage de Clinton à la Maison-Blanche coïncida avec une baisse des effectifs de l'armée américaine, qui furent réduits de 15 % entre 1993 et 2000. Le budget consacré à la Défense demeurait toutefois important : l'historien Howard Zinn souligne ainsi que « sous la présidence de Clinton, le gouvernement continua de dépenser au moins 250 milliards par an pour maintenir l'appareil militaire ». Ce fut également sous son administration que les États-Unis refusèrent de ratifier divers accords internationaux tels que le protocole de Kyoto, la convention sur l'interdiction des mines antipersonnel ou le traité d'interdiction complète des essais nucléaires, manifestant un refus des contraintes extérieures qui ne fut pas toujours bien perçu à l'étranger. 
Clinton fit au total 54 voyages internationaux dans 72 pays au cours de ses deux mandats, auxquels il faut ajouter ses visites en Cisjordanie et dans la bande de Gaza. Au sujet de la place des États-Unis dans le monde dans la décennie 1990, Pierre Mélandri écrit :

« Combinant une suprématie militaire inégalée, une avance technologique qui laisse loin derrière leurs concurrents étrangers, une situation en pointe dans le nouveau monde « internetionalisé », une culture populaire diffusée dans le monde entier et une image de terre des libertés, [les États-Unis] jouissent, à partir du milieu de la décennie, d'une prééminence sans égale par le passé. »

| Liste des déplacements internationaux du président Bill Clinton | Liste des déplacements internationaux du président Bill Clinton | Liste des déplacements internationaux du président Bill Clinton | Liste des déplacements internationaux du président Bill Clinton | Liste des déplacements internationaux du président Bill Clinton | Liste des déplacements internationaux du président Bill Clinton |
|                                                                 | Dates                                                           | Pays                                                            | Lieux                                                           | Raisons du déplacement |                                                                 |
| --------------------------------------------------------------- | --------------------------------------------------------------- | --------------------------------------------------------------- | --------------------------------------------------------------- | --- | --------------------------------------------------------------- |
| 1                                                               | 3 au 4 avril 1993                                               | Canada                                                          | Vancouver                                                       | Sommet avec le président russe Boris Eltsine. Rencontre avec le Premier ministre Brian Mulroney. |                                                                 |
| 2                                                               | 6 au 10 juillet 1993                                            | Japon                                                           | Tokyo                                                           | 19e sommet du G7. Rencontre avec le président russe Boris Eltsine. |                                                                 |
| 2                                                               | 10 au 11 juillet 1993                                           | Corée du Sud                                                    | Séoul                                                           | Rencontre avec le président Kim Young-sam. Discours devant l'Assemblée nationale sud-coréenne. Visite auprès du personnel militaire américain. |                                                                 |
| 3                                                               | 9 au 11 janvier 1994                                            | Belgique                                                        | Bruxelles                                                       | Sommet de l'OTAN. Rencontre avec le roi Albert II et le Premier ministre Jean-Luc Dehaene. |                                                                 |
| 3                                                               | 11 au 12 janvier 1994                                           | République tchèque                                              | Prague                                                          | Rencontre avec les présidents et les Premiers ministres de République tchèque, de Hongrie, de Pologne et de Slovaquie. |                                                                 |
| 3                                                               | 12 janvier 1994                                                 | Ukraine                                                         | Kiev                                                            | Rencontre avec le président Leonid Kravtchouk. |                                                                 |
| 3                                                               | 12 au 15 janvier 1994                                           | Russie                                                          | Moscou                                                          | Rencontre avec le président Boris Eltsine et plusieurs responsables politiques russes. Signature d'un accord de désarmement nucléaire avec l'Ukraine. |                                                                 |
| 3                                                               | 15 janvier 1994                                                 | Biélorussie                                                     | Minsk                                                           | Rencontre avec le président du Conseil suprême Stanislaw Chouchkievitch. |                                                                 |
| 3                                                               | 15 au 16 janvier 1994                                           | Suisse                                                          | Genève                                                          | Rencontre avec le président syrien Hafez el-Assad. |                                                                 |
| 4                                                               | 2 au 4 juin 1994                                                | Italie                                                          | Rome Nettuno                                                    | Rencontre avec le Premier ministre Silvio Berlusconi et le président Oscar Luigi Scalfaro. Visite au cimetière américain de Nettuno. |                                                                 |
| 4                                                               | 2 juin 1994                                                     | Vatican                                                         | Palais du Vatican                                               | Audience avec le pape Jean-Paul II. |                                                                 |
| 4                                                               | 4 au 5 juin 1994                                                | Royaume-Uni                                                     | Cambridge Londres Portsmouth                                    | Visite au cimetière américain de Cambridge. Rencontre avec le Premier ministre John Major. Dîner d'État en compagnie de la reine Élisabeth II et des chefs d'État et de gouvernement du Canada, de Pologne, de République tchèque, de Slovaquie, d'Australie, de Nouvelle-Zélande, de Norvège et de Belgique. Cérémonies du 50e anniversaire du Jour J. |                                                                 |
| 4                                                               | 6 au 8 juin 1994                                                | France                                                          | Colleville-sur-Mer Paris                                        | Cérémonies du 50e anniversaire du Jour J. Rencontre avec le président François Mitterrand et plusieurs responsables politiques français. Discours devant l'Assemblée nationale. |                                                                 |
| 4                                                               | 8 juin 1994                                                     | Royaume-Uni                                                     | Oxford                                                          | Réception d'un diplôme honorifique à l'université d'Oxford. |                                                                 |
| 5                                                               | 6 juillet 1994                                                  | Lettonie                                                        | Riga                                                            | Rencontre avec les présidents des États baltes. |                                                                 |
| 5                                                               | 6 au 7 juillet 1994                                             | Pologne                                                         | Varsovie                                                        | Discours devant le Parlement polonais. Cérémonies commémoratives du soulèvement du ghetto de Varsovie. |                                                                 |
| 5                                                               | 7 au 10 juillet 1994                                            | Italie                                                          | Naples                                                          | 20e sommet du G7. Rencontre avec le président russe Boris Eltsine et les Premiers ministres italien Silvio Berlusconi, japonais Tomiichi Murayama et canadien Jean Chrétien. |                                                                 |
| 5                                                               | 10 au 12 juillet 1994                                           | Allemagne                                                       | Bonn Ludwigshafen Berlin                                        | Rencontre avec le chancelier Helmut Kohl et plusieurs responsables politiques allemands. Discours à la population devant la porte de Brandebourg. Cérémonie de désactivation de la Berlin Brigade. |                                                                 |
| 6                                                               | 25 au 26 octobre 1994                                           | Égypte                                                          | Le Caire                                                        | Rencontre avec le président Hosni Mubarak et le chef de l'Organisation de libération de la Palestine Yasser Arafat. |                                                                 |
| 6                                                               | 26 au 27 octobre 1994                                           | Jordanie                                                        | Aqaba Arabah Amman                                              | Signature du traité de paix israélo-jordanien. Discours devant l'Assemblée nationale jordanienne. |                                                                 |
| 6                                                               | 27 octobre 1994                                                 | Syrie                                                           | Damas                                                           | Rencontre avec le président Hafez el-Assad. |                                                                 |
| 6                                                               | 27 au 28 octobre 1994                                           | Israël                                                          | Jérusalem                                                       | Rencontre avec plusieurs responsables politiques israéliens. Discours devant la Knesset. |                                                                 |
| 6                                                               | 28 octobre 1994                                                 | Koweït                                                          | Koweït                                                          | Rencontre avec l'émir Jaber al-Ahmad al-Sabah. Discours au personnel militaire américain. |                                                                 |
| 6                                                               | 28 octobre 1994                                                 | Arabie saoudite                                                 | Cité militaire du Roi-Khaled                                    | Rencontre avec le roi Fahd. |                                                                 |
| 7                                                               | 12 au 13 novembre 1994                                          | Philippines                                                     | Manille Corregidor                                              | Visite officielle. Rencontre avec le président Fidel V. Ramos. Visite des champs de bataille de la Seconde Guerre mondiale à Corregidor. |                                                                 |
| 7                                                               | 13 au 16 novembre 1994                                          | Indonésie                                                       | Jakarta Bogor                                                   | Visite officielle. Sommet de l'APEC. |                                                                 |
| 8                                                               | 5 décembre 1994                                                 | Hongrie                                                         | Budapest                                                        | Sommet de la CSCE. |                                                                 |
| 9                                                               | 23 au 24 février 1995                                           | Canada                                                          | Ottawa                                                          | Visite officielle. Rencontre avec le gouverneur général Roméo LeBlanc et le Premier ministre Jean Chrétien. Discours devant le Parlement canadien. |                                                                 |
| 10                                                              | 31 mars 1995                                                    | Haïti                                                           | Port-au-Prince                                                  | Cérémonie de transition de la Mission des Nations unies en Haïti. |                                                                 |
| 11                                                              | 9 au 11 mai 1995                                                | Russie                                                          | Moscou                                                          | Rencontre au sommet. Cérémonie du 50e anniversaire de la victoire du 8 mai 1945. |                                                                 |
| 11                                                              | 11 au 12 mai 1995                                               | Ukraine                                                         | Kiev                                                            | Visite officielle. Rencontre avec le président Leonid Koutchma. |                                                                 |
| 12                                                              | 15 au 17 juin 1995                                              | Canada                                                          | Halifax                                                         | 21e sommet du G7. Rencontre avec le président russe Boris Eltsine. |                                                                 |
| 13                                                              | 5 au 6 novembre 1995                                            | Israël                                                          | Jérusalem                                                       | Funérailles du Premier ministre Yitzhak Rabin. |                                                                 |
| 14                                                              | 28 novembre au 1er décembre 1995                                | Royaume-Uni                                                     | Londres Belfast Derry                                           | Rencontre avec la reine Élisabeth II et le Premier ministre John Major. Discours devant le Parlement britannique. Allocutions à la population en Irlande du Nord. |                                                                 |
| 14                                                              | 1er au 2 décembre 1995                                          | Irlande                                                         | Dublin                                                          | Rencontre avec la présidente Mary Robinson et le Premier ministre John Bruton. |                                                                 |
| 14                                                              | 2 décembre 1995                                                 | Allemagne                                                       | Baumholder                                                      | Discours auprès du personnel militaire américain. Rencontre avec le chancelier Helmut Kohl. |                                                                 |
| 14                                                              | 2 au 3 décembre 1995                                            | Espagne                                                         | Madrid                                                          | Sommet de l'Union européenne. |                                                                 |
| 15                                                              | 14 décembre 1995                                                | France                                                          | Paris                                                           | Signature des accords de Dayton. |                                                                 |
| 16                                                              | 13 janvier 1996                                                 | Italie                                                          | Aviano Air Base                                                 | Rencontre avec le personnel militaire américain. |                                                                 |
| 16                                                              | 13 janvier 1996                                                 | Hongrie                                                         | Taszár                                                          | Rencontre avec le personnel militaire américain. |                                                                 |
| 16                                                              | 13 janvier 1996                                                 | Bosnie-Herzégovine                                              | Tuzla                                                           | Rencontre avec le président Alija Izetbegović. Discours auprès du personnel militaire américain. |                                                                 |
| 16                                                              | 13 janvier 1996                                                 | Croatie                                                         | Zagreb                                                          | Rencontre avec le président Franjo Tuđman. |                                                                 |
| 17                                                              | 13 mars 1996                                                    | Égypte                                                          | Charm el-Cheikh                                                 | « Sommet des pacificateurs ». |                                                                 |
| 17                                                              | 13 au 14 mars 1996                                              | Israël                                                          | Jérusalem Tel Aviv                                              | Entretiens au sujet de la lutte contre le terrorisme avec plusieurs responsables politiques israéliens. |                                                                 |
| 18                                                              | 15 au 16 avril 1996                                             | Corée du Sud                                                    | Jeju                                                            | Rencontre avec le président Kim Young-sam. Projet de négociations de paix à quatre (États-Unis, Chine, Corée du Sud et Corée du Nord). |                                                                 |
| 18                                                              | 16 au 18 avril 1996                                             | Japon                                                           | Tokyo                                                           | Visite officielle. Déclaration conjointe à propos des relations de sécurité entre les États-Unis et le Japon. Discours devant la Diète japonaise et le personnel de l'US Navy. |                                                                 |
| 18                                                              | 18 au 21 avril 1996                                             | Russie                                                          | Saint-Pétersbourg Moscou                                        | Sommet du G7 sur la sûreté nucléaire. Rencontre au sommet avec le président Boris Eltsine. |                                                                 |
| 19                                                              | 27 au 29 juin 1996                                              | France                                                          | Lyon Pérouges Paris                                             | 22e sommet du G7. Rencontre avec le Premier ministre russe Viktor Tchernomyrdine et le secrétaire général des Nations unies Boutros Boutros-Ghali. |                                                                 |
| 20                                                              | 19 au 23 novembre 1996                                          | Australie                                                       | Sydney Canberra Port Douglas                                    | Visite officielle. Discours devant une session commune du Parlement australien. Visite de la Grande Barrière de corail. |                                                                 |
| 20                                                              | 24 au 25 novembre 1996                                          | Philippines                                                     | Manille Subic                                                   | Sommet de l'APEC. |                                                                 |
| 20                                                              | 25 au 26 novembre 1996                                          | Thaïlande                                                       | Bangkok                                                         | Visite officielle. |                                                                 |
| 21                                                              | 20 au 21 mars 1997                                              | Finlande                                                        | Helsinki                                                        | Rencontre au sommet avec le président russe Boris Eltsine. Rencontre avec le président Martti Ahtisaari. |                                                                 |
| 22                                                              | 5 au 7 mai 1997                                                 | Mexique                                                         | Mexico Tlaxcala                                                 | Visite officielle. Rencontre avec le président Ernesto Zedillo. |                                                                 |
| 22                                                              | 7 au 9 mai 1997                                                 | Costa Rica                                                      | San José                                                        | Sommet des présidents des républiques d'Amérique centrale. Rencontre avec le président José María Figueres et visite du Parc national Braulio Carrillo. |                                                                 |
| 22                                                              | 9 au 11 mai 1997                                                | Barbade                                                         | Bridgetown                                                      | Sommet États-Unis-Communauté caribéenne. Signature du Partenariat pour la prospérité et la sécurité des Caraïbes. |                                                                 |
| 23                                                              | 26 au 27 mai 1997                                               | France                                                          | Paris                                                           | Sommet de l'ONU et signature de l'Acte fondateur entre la Russie et l'OTAN. |                                                                 |
| 23                                                              | 27 au 28 mai 1997                                               | Pays-Bas                                                        | La Haye Rotterdam                                               | Sommet États-Unis-Union européenne. Cérémonies du 50e anniversaire du plan Marshall. |                                                                 |
| 23                                                              | 28 au 29 mai 1997                                               | Royaume-Uni                                                     | Londres                                                         | Rencontre avec le Premier ministre Tony Blair. Participation à une réunion du cabinet. |                                                                 |
| 24                                                              | 4 au 10 juillet 1997                                            | Espagne                                                         | Palma de Majorque Madrid Grenade                                | Vacances avec le roi Juan Carlos Ier et la reine Sophie. Sommet de l'OTAN à Madrid. |                                                                 |
| 24                                                              | 10 au 11 juillet 1997                                           | Pologne                                                         | Varsovie                                                        | Rencontre avec le président Aleksander Kwaśniewski et l'ancien président Lech Wałęsa. |                                                                 |
| 24                                                              | 11 juillet 1997                                                 | Roumanie                                                        | Bucarest                                                        | Rencontre avec le président Emil Constantinescu et plusieurs responsables politiques roumains. |                                                                 |
| 24                                                              | 11 au 12 juillet 1997                                           | Danemark                                                        | Copenhague                                                      | Rencontre avec la reine Margrethe II et le Premier ministre Poul Nyrup Rasmussen. |                                                                 |
| 25                                                              | 12 au 13 octobre 1997                                           | Venezuela                                                       | Caracas                                                         | Rencontre avec le président Rafael Caldera. |                                                                 |
| 25                                                              | 13 au 15 octobre 1997                                           | Brésil                                                          | Brasilia São Paulo Rio de Janeiro                               | Rencontre avec le président Fernando Henrique Cardoso. Allocutions publiques. |                                                                 |
| 25                                                              | 15 au 18 octobre 1997                                           | Argentine                                                       | Buenos Aires San Carlos de Bariloche                            | Rencontre avec le président Carlos Menem. Allocutions publiques. |                                                                 |
| 26                                                              | 23 au 25 novembre 1997                                          | Canada                                                          | Vancouver                                                       | Sommet de l'APEC. |                                                                 |
| 27                                                              | 22 décembre 1997                                                | Italie                                                          | Aviano Air Base                                                 | Escale à l'aller et au retour d'un déplacement en Bosnie-Herzégovine. |                                                                 |
| 27                                                              | 22 décembre 1997                                                | Bosnie-Herzégovine                                              | Sarajevo Tuzla                                                  | Rencontre avec la présidence collective bosnienne et la présidente serbo-bosnienne Biljana Plavšić. Rencontre avec le personnel militaire américain. |                                                                 |
| 28                                                              | 23 mars 1998                                                    | Ghana                                                           | Accra                                                           | Rencontre avec le président Jerry Rawlings. Visite à un groupe de volontaires du Peace Corps. |                                                                 |
| 28                                                              | 23 au 25 mars 1998                                              | Ouganda                                                         | Kampala Kisowera Mukono Wanyange Entebbe                        | Rencontre avec le président Yoweri Museveni et les présidents d'Éthiopie, du Rwanda, de la Tanzanie, du Kenya and du Congo. |                                                                 |
| 28                                                              | 25 mars 1998                                                    | Drapeau du Rwanda                                               | Kigali                                                          | Rencontre avec le président Pasteur Bizimungu. Discours à la population. |                                                                 |
| 28                                                              | 25 au 29 mars 1998                                              | Afrique du Sud                                                  | Cape Town Johannesburg                                          | Rencontre avec le président Nelson Mandela. Discours à une session conjointe du Parlement sud-africain. |                                                                 |
| 28                                                              | 29 au 31 mars 1998                                              | Botswana                                                        | Gaborone Kasame                                                 | Rencontre avec le président Quett Masire. Visite du Parc national de Chobe. |                                                                 |
| 28                                                              | 31 mars au 2 avril 1998                                         | Sénégal                                                         | Dakar Thiès Île de Gorée                                        | Rencontre avec le président Abdou Diouf. Visite aux troupes sénégalaises. Discours à la population. |                                                                 |
| 29                                                              | 16 au 19 avril 1998                                             | Chili                                                           | Santiago                                                        | Visite officielle pour le 2e sommet des Amériques. |                                                                 |
| 30                                                              | 12 au 14 mai 1998                                               | Allemagne                                                       | Berlin Potsdam Francfort Eisenach                               | Rencontre avec le chancelier Helmut Kohl. Cérémonies du 50e anniversaire du blocus de Berlin. |                                                                 |
| 30                                                              | 14 au 18 mai 1998                                               | Royaume-Uni                                                     | Birmingham Weston-under-Lizard Londres                          | 24e sommet du G7 et sommet États-Unis-Europe. |                                                                 |
| 30                                                              | 18 mai 1998                                                     | Suisse                                                          | Genève                                                          | Réunion de l'Organisation mondiale du commerce pour le 50e anniversaire de la création du GATT. |                                                                 |
| 31                                                              | 24 juin au 3 juillet 1998                                       | Chine                                                           | Xi'an Pékin Shanghaï Guilin Hong Kong                           | Visite officielle. Rencontre avec le président Jiang Zemin. Visite de la Cité interdite et de la Grande Muraille. Discours à l'université de Pékin. |                                                                 |
| 32                                                              | 1 au 3 septembre 1998                                           | Russie                                                          | Moscou                                                          | Rencontre avec le président Boris Eltsine. |                                                                 |
| 32                                                              | 3 septembre 1998                                                | Royaume-Uni                                                     | Belfast Armagh Omagh                                            | Rencontre avec le Premier ministre Tony Blair et plusieurs responsables politiques nord-irlandais. Discours à l'Assemblée d'Irlande du Nord. |                                                                 |
| 32                                                              | 3 au 5 septembre 1998                                           | Irlande                                                         | Dublin Adare Limerick Ballybunion                               | Rencontre avec le Premier ministre Bertie Ahern. Discours à la population et parties de golf. |                                                                 |
| 33                                                              | 19 au 20 novembre 1998                                          | Japon                                                           | Tokyo                                                           | Rencontre avec l'empereur Akihito et le Premier ministre Keizō Obuchi. Discours à la Chambre de commerce des États-Unis. |                                                                 |
| 33                                                              | 20 au 22 novembre 1998                                          | Corée du Sud                                                    | Séoul Osan                                                      | Rencontre avec le président Kim Dae-jung. Discours au personnel militaire américain. |                                                                 |
| 34                                                              | 12 au 15 décembre 1998                                          | Israël                                                          | Jérusalem Masada                                                | Rencontre avec le Premier ministre Benyamin Netanyahou et plusieurs responsables politiques israéliens. |                                                                 |
| 34                                                              | 14 au 15 décembre 1998                                          | Autorité palestinienne                                          | Gaza Bethléem Erez (en)                                         | Discours au Conseil national palestinien. Rencontre tripartite avec le Premier ministre israélien Benyamin Netanyahou et le président de l'Autorité palestinienne Yasser Arafat. |                                                                 |
| 35                                                              | 8 février 1999                                                  | Jordanie                                                        | Amman                                                           | Funérailles du roi Hussein. |                                                                 |
| 36                                                              | 14 au 15 février 1999                                           | Mexique                                                         | Mérida                                                          | Visite officielle. Rencontre avec le président Ernesto Zedillo. |                                                                 |
| 37                                                              | 8 mars 1999                                                     | Nicaragua                                                       | Managua Posoltega El Porvenir                                   | Entretien avec le président Arnoldo Alemán au sujet de l'aide à la reconstruction. |                                                                 |
| 37                                                              | 8 au 9 mars 1999                                                | Honduras                                                        | Base aérienne de Soto Cano Tegucigalpa                          | Entretien avec le président Carlos Roberto Flores au sujet de l'aide à la reconstruction. Discours auprès du personnel militaire américain. |                                                                 |
| 37                                                              | 10 mars 1999                                                    | Salvador                                                        | San Salvador                                                    | Discours à l'Assemblée législative du Salvador. |                                                                 |
| 37                                                              | 10 au 11 mars 1999                                              | Guatemala                                                       | Guatemala City Antigua                                          | Sommet d'Amérique centrale. |                                                                 |

### Commerce
Clinton débuta sa présidence moins de deux ans après la chute de l'Union soviétique qui avait mis fin à la guerre froide. Avec le dénouement de ce conflit géopolitique de longue date, la question du commerce prit une place de plus en plus importante sur la scène internationale, à une période où les pays cherchaient à abaisser les droits de douane et à négocier de nouveaux accords commerciaux. Cette intensification des échanges économiques et de la mondialisation était en grande partie attribuable à l'essor des technologies de communication et de l'informatique, ainsi qu'à l'extension rapide de l'économie de marché qui bénéficiait d'une nouvelle aura depuis la dissolution de l'URSS et l'effondrement du communisme. Clinton pensait que la mondialisation était un vecteur de la prospérité économique et de la diffusion de la démocratie à travers le monde et il ratifia plusieurs accords commerciaux majeurs.
Vers la fin de son mandat, le président Bush avait signé l'Accord de libre-échange nord-américain (ALENA) avec le Canada et le Mexique, mais le traité n'avait pas encore été ratifié lorsque Clinton entra en fonction. L'opposition à l'ALENA avait dépassé le cadre des partis et des démocrates proches des syndicats comme le représentant Dick Gephardt ou des isolationnistes conservateurs comme Pat Buchanan s'opposèrent à la ratification. Le sort de l'ALENA étant toujours en suspens à la Chambre des représentants, le vice-président Al Gore décida de rencontrer Ross Perot lors d'un débat télévisé sur CNN. La solide performance de Gore dans ce débat, ainsi que la campagne de lobbying efficace menée par l'administration Clinton, contribuèrent à la ratification définitive de l'ALENA en novembre 1993.
Au total, Clinton négocia environ 300 accords commerciaux avec d'autres pays sous sa présidence. La procédure de fast-track authority, permettant au président d’obtenir rapidement l'approbation du Congrès sur les accords de commerce et octroyée à titre temporaire à son prédécesseur Bush, expira en 1994 sans être renouvelée, malgré une tentative faite en ce sens qui échoua faute d'un soutien parlementaire suffisant. Cela n'empêcha pas Clinton de faciliter, la même année, la ratification de l'Uruguay Round pour un allègement des tarifs douaniers. En accordant à la Chine le statut temporaire de nation la plus favorisée en 1993, son administration diminua fortement les droits de douane sur les importations chinoises. Clinton conditionnait initialement l'extension de ce statut à la mise en œuvre de réformes dans le domaine des droits de l'homme en Chine, mais il décida finalement d'étendre le statut malgré le manque de réformes. En 2000, Clinton signa un projet de loi normalisant les relations commerciales avec la Chine de façon permanente ; en conséquence, les importations américaines de produits chinois augmentèrent massivement dans les années suivantes. 
Le dernier secrétaire au Trésor de Clinton, Lawrence Summers, fit valoir que les initiatives de Clinton sur le plan commercial étaient techniquement « la plus grande réduction d'impôts dans l'histoire du monde » dans la mesure où elles avaient réduit les prix des biens de consommation en abaissant les droits de douane. L'administration démocrate fut cependant incapable de résorber le déficit de la balance commerciale qui était, en 2000, supérieur à 300 milliards de dollars. En 1998, le commerce international représentait près d'un tiers du PNB du pays, contre seulement 8 % trente ans plus tôt ; cette dépendance à l'égard de l'étranger était particulièrement sensible dans les domaines du textile, de l'alimentaire et de l'électronique ainsi que du pétrole, que les États-Unis étaient contraints d'importer aux deux tiers. Les prises de position de Clinton en faveur des accords commerciaux déclenchèrent de vives réactions parmi ceux qui avaient critiqué les divers aspects de la mondialisation ainsi que les suppressions d'emplois dans l'industrie manufacturière nationale après la ratification de l'ALENA. Une réunion de l'Organisation mondiale du commerce (OMC) à Seattle en 1999 fut éclipsée par des manifestations de grande ampleur qui donnèrent lieu à des scènes de violence.

### Interventions militaires

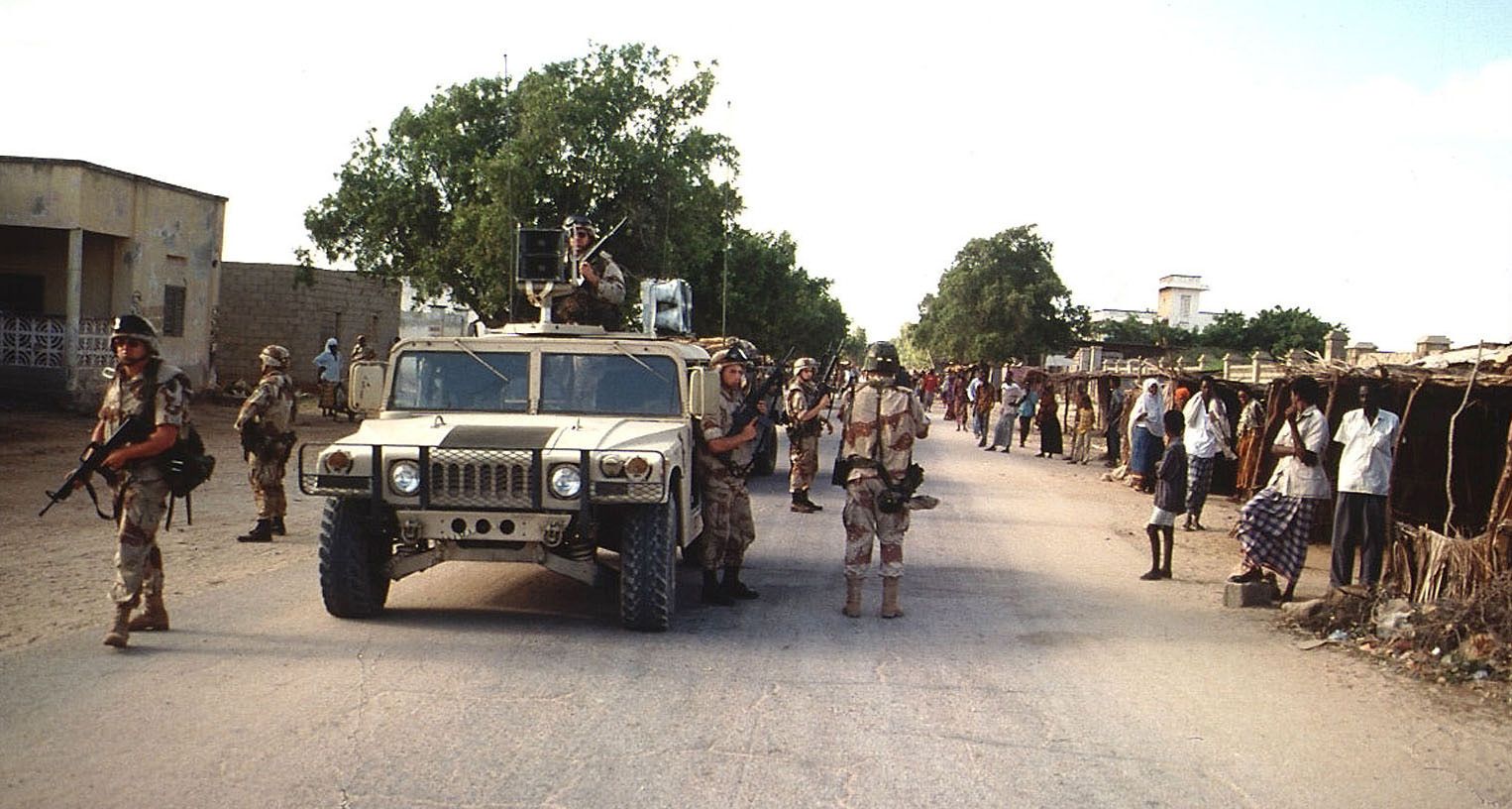
Des soldats américains à Kismaayo en 1993, pendant la guerre civile somalienne.

Les troubles en Somalie dégénérèrent en une guerre civile à grande échelle en 1991 et le président Bush envoya 25 000 soldats américains dans le pays dans le cadre d'une mission de maintien de la paix par l'ONU. À la fin de l'année 1993, la Somalie était toujours en proie à la guerre civile et 4 000 militaires américains étaient encore présents sur le territoire. Au mois d'octobre, les forces spéciales américaines déclenchèrent un raid sur Mogadiscio afin de capturer le chef de guerre Mohamed Farrah Aidid, qui avait mené des attaques contre les forces de l'ONU. L'opération se solda par un échec, coûtant la vie à dix-huit soldats américains. L'incident était embarrassant pour l'administration Clinton et de nombreux Américains s'interrogèrent sur la présence de leurs forces armées en Somalie. Après la ratification d'un accord de paix par les dirigeants somaliens en 1994, Clinton retira toutes les forces américaines du pays.
L'épisode somalien exacerba les discussions internes autour du rôle à jouer par la puissance militaire américaine dans la période de l'après-guerre froide. Les partisans de la non-intervention remportèrent une victoire lorsque l'administration Clinton imposa de nouvelles conditions au déploiement des troupes américaines, en particulier dans le cadre des missions de maintien de la paix de l'ONU. En avril 1994, les Hutus du Rwanda perpétrèrent un génocide contre la minorité des Tutsis, tuant 800 000 personnes en trois mois. L'ONU dépêcha sur place un petit contingent pour assurer la protection des populations mais les États-Unis, qui n'avaient aucun intérêt stratégique ou économique dans la région, restèrent en retrait. Lors d'une visite au Rwanda en 1998, Clinton déclara : « nous sommes venus ici aujourd'hui en partie pour reconnaître le fait que nous, les États-Unis et la communauté internationale, n'avons pas fait autant que nous aurions pu et dû pour tenter de limiter ce qui s'est passé ». Il reconnut plus tard que la non-intervention au Rwanda avait été la pire erreur de son administration.
En 1991, une junte militaire en Haïti avait évincé le président Jean-Bertrand Aristide, élu démocratiquement. Clinton était favorable à ce qu'Aristide retourne au pouvoir, en partie pour endiguer le flux d'Haïtiens qui fuyaient vers les États-Unis, mais beaucoup d'Américains étaient opposés à une intervention militaire dans un État qui ne constituait pas une menace pour leur pays. Malgré l'opposition du Congrès et de l'opinion publique, Clinton annonça en septembre 1994 que les États-Unis renverseraient la junte si elle ne se retirait pas volontairement du pouvoir. Dans le même temps, il envoya sur les lieux une délégation de paix composée de Colin Powell, de l'ancien président Jimmy Carter et du sénateur Sam Nunn pour convaincre le gouvernement militaire de se retirer. Alors que les soldats américains se préparaient à lancer une expédition sur Haïti, la junte accepta finalement de rétablir Aristide dans ses fonctions.

### Balkans

Carte des six républiques et des deux provinces autonomes de Yougoslavie en 1991.

Alors que la guerre froide touchait à sa fin, Slobodan Milošević devint en 1989 le nouveau dirigeant de la République socialiste de Serbie. Sa politique nationaliste lui aliéna les dirigeants des autres pays constitutifs de la Yougoslavie, un État multi-ethnique créé en 1918 à la fin de la Première Guerre mondiale. La Slovénie, la Croatie et la République de Macédoine proclamèrent leur indépendance en 1991, mais l'armée serbe s'opposa brutalement à la sécession de la Croatie, marquant le début des guerres yougoslaves. En 1992, la Bosnie-Herzégovine quitta à son tour la fédération yougoslave. Tout comme en Croatie, une importante minorité de Serbes opposés à la sécession vivait en Bosnie-Herzégovine et une guerre éclata entre les partisans de l'indépendance et ceux qui y étaient opposés.
Les opérations de nettoyage ethnique menées par les Serbes de Bosnie furent condamnées par l'ensemble de la communauté internationale. La question de savoir s'il fallait intervenir ou non dans les Balkans se posait de manière particulièrement brûlante au moment où Clinton entra en fonction. Des activistes comme Elie Wiesel firent pression sur Clinton pour l'inciter à agir contre les nettoyages ethniques, et le président lui-même souhaitait faire quelque chose pour mettre fin aux violences. Le général Colin Powell, chef d'état-major des armées, déconseilla néanmoins à Clinton d'intervenir militairement car il estimait que les États-Unis n'avaient pas suffisamment d'intérêts stratégiques clairs dans cette région.
En mai 1994, les forces serbes envahirent des zones de sécurités établies par la Force de protection des Nations unies. Clinton autorisa alors des frappes aériennes contre les positions serbes. Cela ne fut pas suffisant pour arrêter l'avance de l'armée serbe, et en juillet 1995 près de 8 000 Bosniaques furent assassinés lors du massacre de Srebrenica. Clinton et son conseiller à la sécurité nationale, Anthony Lake, proposèrent une solution pour mettre fin au génocide en Bosnie qui prévoyait notamment une offensive aérienne massive de l'OTAN contre les Serbes bosniens. Les dirigeants européens donnèrent leur accord et l'OTAN déclencha l'opération Deliberate Force. En réaction aux bombardements et à la progression des troupes bosniaques, Milošević accepta d'entamer des pourparlers de paix. Ces discussions débouchèrent sur la signature des accords de Dayton qui mirent fin à la guerre de Bosnie-Herzégovine et divisèrent cette dernière en deux régions autonomes.
En 1998, une nouvelle guerre éclata entre la Serbie et le Kosovo, une province serbe autonome qui souhaitait accéder à l'indépendance. Des groupes d'Albanais partisans de la sécession constituèrent l'Armée de libération du Kosovo et menèrent des attaques contre les forces serbes. Ces dernières réprimèrent le mouvement et procédèrent à un nettoyage ethnique à l'encontre de la population albanaise. Les dirigeants de l'OTAN ne souhaitaient pas s'impliquer dans ce conflit et la Russie annonça qu'elle mettrait son veto à toute résolution des Nations unies autorisant une intervention militaire, mais la plupart des conseillers de Clinton étaient favorables à une nouvelle intervention dans les Balkans. Afin d'obliger Milošević à se mettre à la table des négociations, Clinton ordonna une campagne de bombardement contre l'armée serbe en mars 1999. Milošević refusa néanmoins de capituler et l'OTAN intensifia les bombardements ; Belgrade, la capitale serbe, fut complètement dévastée. De plus en plus contesté en interne, Milošević accepta finalement de retirer ses troupes et autorisa le déploiement d'une force de maintien de la paix dirigée par l'OTAN au Kosovo. Le statut de cette région fit l'objet de vifs débats dans les années suivantes ; quant à Milošević, il fut renversé en octobre 2000.

### Renforcement de l'OTAN

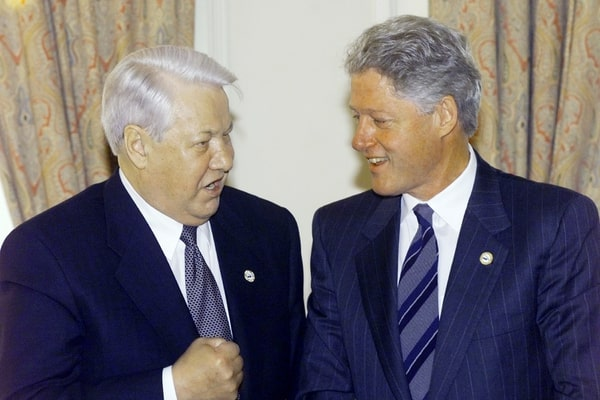
Bill Clinton avec le président russe Boris Eltsine en novembre 1999.

En 1999, Clinton présida à l'admission de la Pologne, de la Hongrie et de la République tchèque au sein de l'OTAN.

L'une des priorités de Clinton fut d'étendre l'influence de l'OTAN dans les pays de l'ancien bloc de l'Est en Europe afin d'accroître la stabilité de la région. Les dirigeants russes ne voyaient pas d'un bon œil l'élargissement de cette alliance militaire, héritée de la guerre froide dans un contexte de rivalité américano-soviétique. La décision de Clinton d'élargir l'OTAN fut aussi critiquée aux États-Unis par des responsables qui ne souhaitaient pas se mettre la Russie à dos. Dès le début de son mandat, Clinton noua cependant des relations amicales avec le président russe Boris Eltsine et celui-ci promit d'aider à faire respecter les accords de Dayton en Bosnie-Herzégovine.
En 1997, Clinton persuada non sans mal son homologue russe de ne pas s'opposer à l'admission au sein de l'OTAN de la Hongrie, de la Pologne et de la République tchèque. Eltsine insista en retour pour que les États-Unis s'engagent à ne pas élargir l'OTAN aux pays baltes, mais Clinton n'était pas disposé à lier ses successeurs à une telle promesse. Il s'opposa également aux Français qui voulaient que la Roumanie et la Slovénie rejoignent l'OTAN car il pensait qu'une expansion trop rapide vers l'Europe de l'Est affaiblirait l'organisation. Dans la vague des problèmes engendrés par la chute de l'URSS, Clinton essaya d'aider Eltsine à éviter une dépression économique et à réformer l'économie russe,.
Il s'engagea en faveur de Boris Eltsine lors de l'élection présidentielle russe de 1996, intervenant auprès du Fonds monétaire international (FMI) afin de faire octroyer à la Russie un prêt de 10,2 milliards de dollars durant la période préélectorale. Des conseillers américains furent également envoyés, sur instruction de la Maison-Blanche, rejoindre l'équipe de campagne du président russe, alors extrêmement impopulaire, pour enseigner de nouvelles techniques de propagande électorale. Clinton fit par la suite tout son possible pour empêcher la résurgence du communisme en Russie, tout en favorisant l'entrée de cette dernière au G8,. En 1999, l'intervention russe en Tchétchénie fut condamnée par l'administration américaine qui ne mit pas pour autant fin à sa politique d'aide économique à la Russie.

### Terrorisme
La question du terrorisme devint l'un des principaux enjeux de sécurité nationale sous la présidence de Clinton. Pendant la guerre d'Afghanistan, Oussama ben Laden avait fondé Al-Qaïda, une organisation militante sunnite. Ben Laden et les autres dirigeants d'Al-Qaïda méprisaient les valeurs occidentales et étaient particulièrement scandalisés par la présence de militaires américains en Arabie Saoudite. L'organisation prit de l'importance dans les années 1990 et commença à mener des actions terroristes au Moyen-Orient et ailleurs.
Le 26 février 1993, un attentat à la bombe fut commis contre le World Trade Center de New York, faisant six morts et plus de 1 000 blessés. Cinq ans plus tard, le 7 août 1998, eurent lieu les attentats contre les ambassades américaines en Tanzanie et au Kenya qui se soldèrent par la mort de plus de 200 personnes et environ 4 000 blessés ; enfin, le 12 octobre 2000, un navire américain, l'USS Cole, fut attaqué au moyen d'une embarcation piégée dans le port d'Aden, au Yémen, tuant 17 marins et en blessant 39 autres.
Al-Qaïda revendiqua l'ensemble de ces attaques. En guise de représailles, Clinton ordonna à l'aviation américaine de bombarder les bases d'Al-Qaïda en Afghanistan et au Soudan. Au sujet de ce dernier pays, Howard Zinn écrit : « les Américains déclarèrent avoir bombardé une usine produisant des armes chimiques. On découvrit ultérieurement qu'il s'agissait en réalité d'une usine fabriquant des médicaments pour la moitié de la population soudanaise. Les conséquences humaines de cette destruction sont impossibles à calculer ». Traqué par l'armée américaine et par la CIA, ben Laden parvint à se réfugier dans les montagnes afghanes.

### Royaume-Uni et Irlande du Nord
Au cours de sa campagne électorale de 1992, Clinton avait suggéré l'envoi d'un émissaire de paix en Irlande du Nord pour mettre un terme au conflit nord-irlandais, mais cela ne put se faire dans l'immédiat car le gouvernement britannique était hostile à toute ingérence américaine. Sous la présidence de Clinton, les relations entre la Maison-Blanche et le Premier ministre du Royaume-Uni John Major ne furent pas très bonnes, notamment à la suite d'une visite du dirigeant nord-irlandais Gerry Adams ― considéré par Londres comme un « terroriste » ― aux États-Unis en 1994. La situation s'améliora cependant en 1997 lorsque le travailliste Tony Blair succéda à Major au poste de Premier ministre. Clinton et Blair étaient des centristes sur le plan politique et ils promurent ensemble leur concept de « troisième voie » à l'échelle internationale. Blair était en outre un fervent partisan de l'alliance avec Washington et participa activement aux négociations sur le dossier nord-irlandais.
En novembre 1995, à l'occasion d'un cessez-le-feu, Clinton se rendit en Irlande du Nord afin de rencontrer les deux communautés divisées (nationaliste et unioniste) de Belfast. Le président américain en profita pour demander la fin des hostilités entre Londres, Dublin, les groupes paramilitaires et diverses autres factions. Lui et son envoyé spécial George J. Mitchell jouèrent également un rôle crucial dans les pourparlers de paix qui débouchèrent sur l'accord du Vendredi saint le 10 avril 1998. Ce dernier fut approuvé par référendum le 22 mai suivant et entra en vigueur le 2 décembre 1999. Si l'historien Richard S. Conley considère cet événement comme l'une des grandes réussites de la politique étrangère de Clinton, John Dumbrell note que l'accord ne fut pas suffisant pour apaiser complètement les tensions politiques ni mettre fin au climat de violence, comme en témoigne l'attentat d'Omagh en août 1998.

### Moyen-Orient

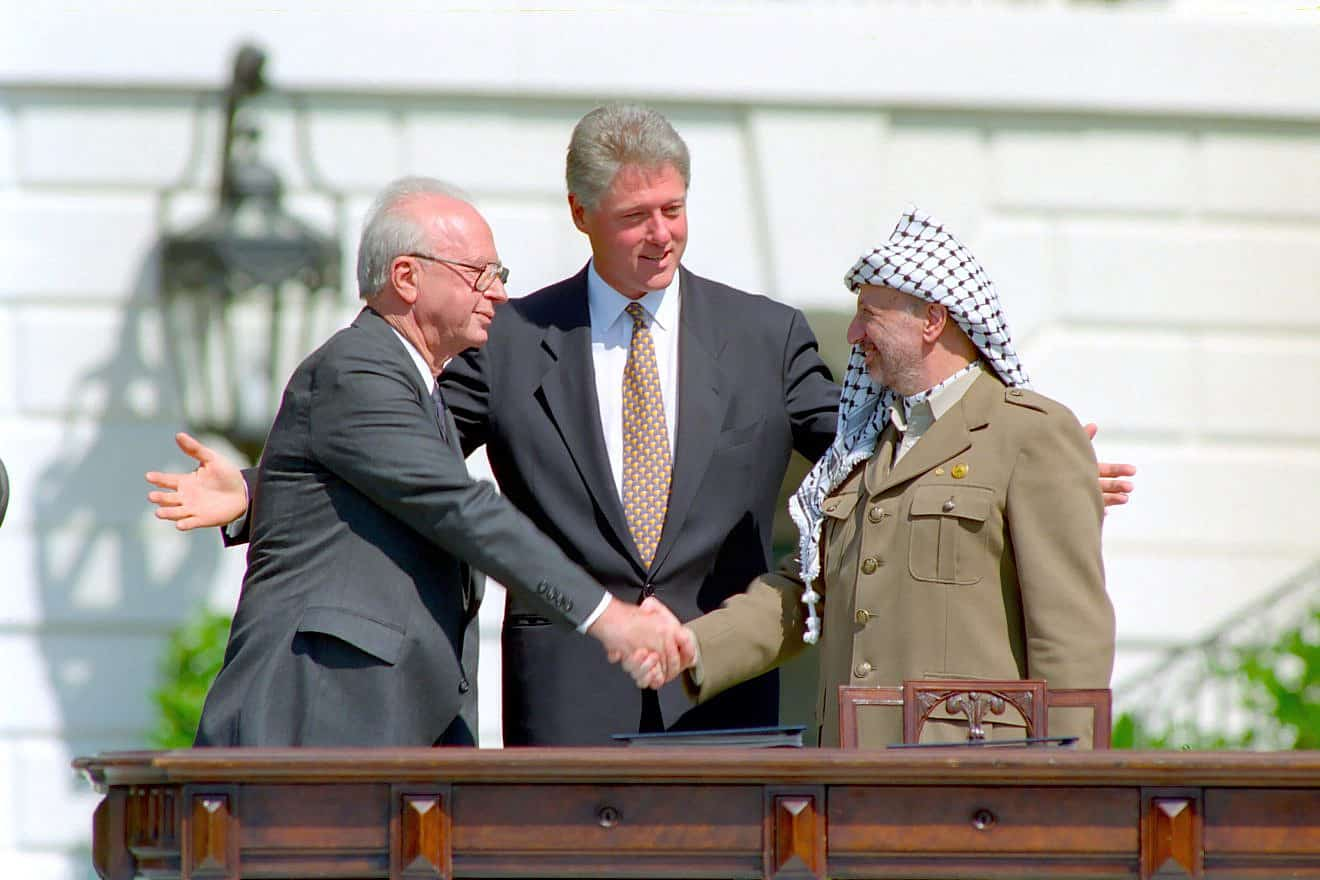
Poignée de main entre le Premier ministre israélien Yitzhak Rabin et le président de l'Autorité palestinienne Yasser Arafat sous le regard de Bill Clinton lors de la signature des accords d'Oslo, le 13 septembre 1993.

Clinton chercha à se poser en médiateur dans le conflit israélo-arabe et il encouragea les dirigeants d'Israël et de l'Organisation de libération de la Palestine à ratifier les accords d'Oslo le 13 septembre 1993. Par la suite, un nouvel accord donna naissance à l'Autorité nationale palestinienne qui se vit attribuer l'administration de la bande de Gaza, un territoire dont Israël s'était emparé pendant la guerre des Six Jours en 1967. La signature des accords d'Oslo est considérée comme un succès de la diplomatie américaine même si le statut de Jérusalem était toujours en suspens ; l'assassinat du Premier ministre israélien Yitzhak Rabin, en novembre 1995, compromit toutefois sérieusement ces avancées. 
Lors de son second mandat, Clinton s'efforça de relancer les négociations de paix. Il parvint notamment à convaincre le gouvernement israélien de céder la Cisjordanie, également conquise par Tsahal durant la guerre des Six Jours. En 2000, Bill Clinton organisa le sommet de Camp David II entre le dirigeant palestinien Yasser Arafat et le Premier ministre israélien Ehud Barak, mais les discussions entre les deux parties échouèrent à déboucher sur un compromis. En septembre de la même année, la population palestinienne se souleva contre les autorités israéliennes : ce fut le début de la seconde intifada, qui se poursuivit plusieurs années après la fin de la présidence de Clinton.
Clinton maintint les sanctions économiques et les zones d'exclusion aérienne imposées à l'Irak au lendemain de la guerre du Golfe. En réponse à la tentative d'assassinat fomentée par les autorités irakiennes contre l'ancien président George H. W. Bush, Clinton ordonna une frappe de missiles contre le siège des services de renseignement irakiens en 1993. De plus, la commission mandatée par les Nations unies pour surveiller l'état du programme de développement d'armes de destruction massive irakien vit son travail perturbé par Saddam Hussein. Les États-Unis et le Royaume-Uni ripostèrent en bombardant les entrepôts d'armes irakiens pendant l'année 1998. Ces raids se poursuivirent de façon sporadique jusqu'à l'invasion de l'Irak en 2003.

### Amérique latine
L'administration Clinton adopta une politique d'immigration plus restrictive à l'égard des réfugiés cubains qui cherchaient à fuir le régime socialiste de Fidel Castro. En vertu du principe « pieds secs, pieds mouillés », les Cubains qui avaient réussi à poser le pied sur le sol américain se voyaient accorder l'asile politique tandis que ceux qui essayaient de fuir par la mer étaient renvoyés à Cuba. Cette nouvelle donne fut mise en lumière en 2000 par l'affaire Elián González, du nom d'un jeune réfugié cubain dont la mère s'était noyée dans sa tentative de rejoindre les États-Unis avec son fils et dont le département de la Justice ordonna le renvoi à Cuba, ce qui suscita une importante controverse. En 1996, le Congrès adopta en outre la loi Helms-Burton qui durcissait l'embargo contre Cuba à la suite de la destruction de deux avions américains à vocation humanitaire par le régime castriste.
En janvier 1995, Bill Clinton fut informé par ses conseillers que le gouvernement mexicain était dans l'incapacité de rembourser ses dettes et qu'un prêt de 25 milliards de dollars de la part des États-Unis était nécessaire pour redresser la situation. Clinton et le président de la Chambre des représentants Newt Gingrich pensaient qu'il était important pour les intérêts américains de renflouer l'économie mexicaine, mais le Congrès s'opposa à toute forme d'aide. Clinton chercha néanmoins à coopérer avec le président mexicain Ernesto Zedillo dans la lutte contre les narcotrafiquants. À la suite de l'arrestation par la douane américaine, en 1998, de nombreux banquiers mexicains impliqués dans le trafic de drogue (opération Casablanca), les autorités mexicaines se plaignirent de ne pas avoir été associées à l'enquête et un accord fut signé pour encadrer ce type d'opération transfrontalière. 
Clinton lança en 1999 le plan Colombie qui visait à soutenir le gouvernement colombien dans sa lutte contre les guérillas communistes, moyennant le versement de 1,6 milliard de dollars sur trois ans à l’armée colombienne. Un amendement vint rapidement souligner la seconde fonction du plan : favoriser les investissements étrangers en « insist[ant] pour que le gouvernement colombien complète les réformes urgentes destinées à ouvrir complètement son économie à l’investissement et au commerce extérieur ».

### Autres événements
L'administration Clinton contribua à limiter les effets de la crise économique asiatique de 1997 en maintenant ouverts les marchés américains.
Surmontant l'opposition des conservateurs et des vétérans de la guerre du Viêt Nam, Clinton normalisa les relations diplomatiques avec le Viêt Nam en 1995 et y effectua une visite officielle la même année, une première pour un président américain. Il fut également le premier président à visiter le Botswana, la Slovénie et l'Afrique du Sud.
Par ailleurs, sous sa présidence, les États-Unis devinrent le premier exportateur mondial d'armement, avec un bénéfice de 11 milliards de dollars pour l'année 1999. L'administration Clinton continua ainsi de fournir du matériel militaire à des pays comme Taïwan, l'Arabie saoudite ou encore l'Indonésie, qui occupait depuis 1975 le Timor oriental au prix d'une sanglante répression.

## Scandales et tentative d'impeachement

### Du Whitewater auMonicagate

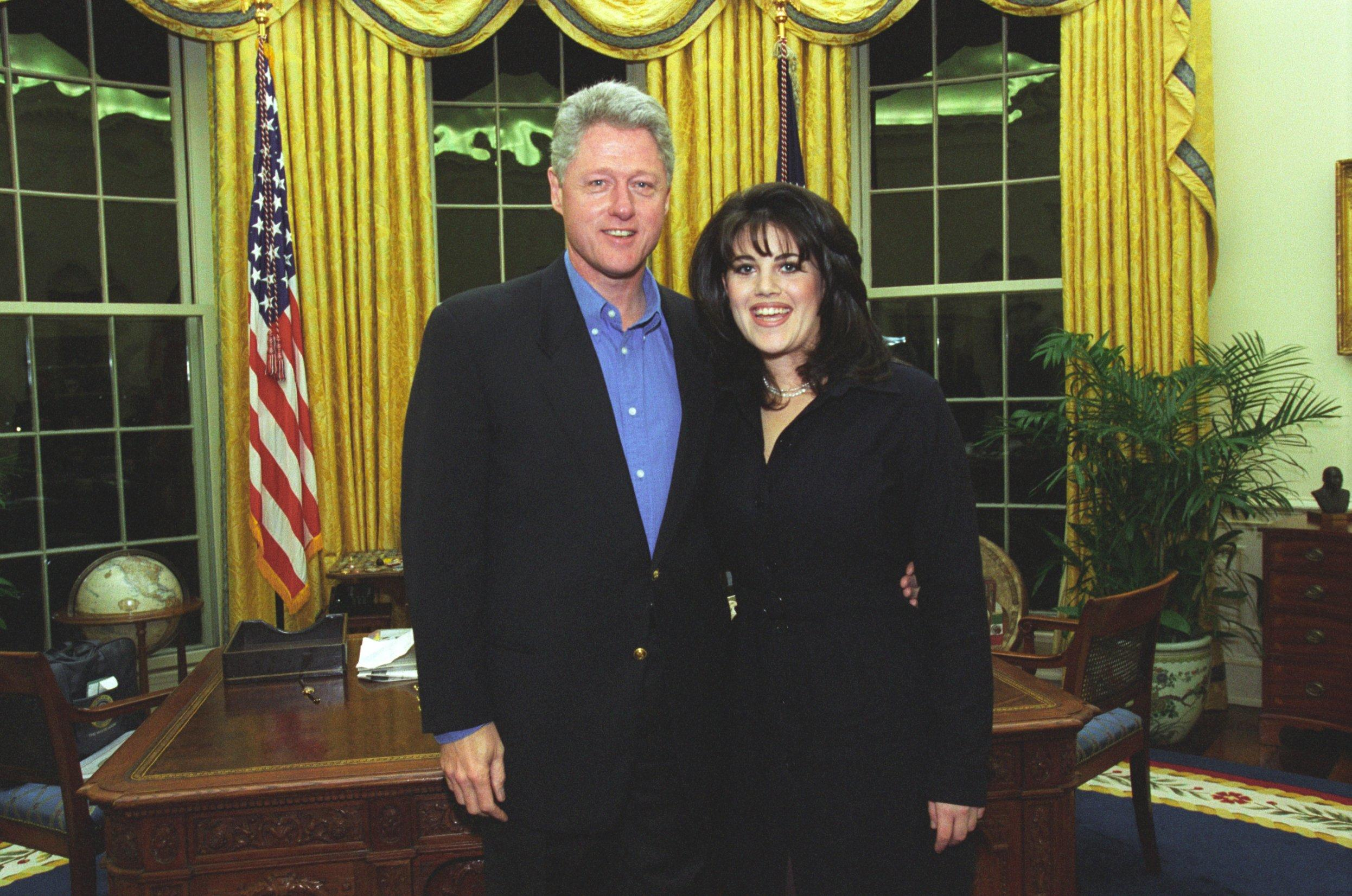
Bill Clinton et Monica Lewinsky dans le Bureau ovale en 1997.

Avant leur entrée en fonction, Bill et Hillary Clinton avaient investi dans la Whitewater Development Corporation, une société immobilière qui fit rapidement faillite. Les propriétaires de l'entreprise, Jim et Susan McDougal, furent peu après accusés d'activités frauduleuses du fait de leur connexion avec une société d'épargne et de crédit. La mort, en juillet 1993, du conseiller adjoint de la Maison-Blanche Vince Foster souleva de nouvelles suspicions sur les liens qui unissaient le couple Clinton aux caisses d'épargne américaines. La controverse qui s'ensuivit fut le point de départ du scandale du Whitewater.
Afin de faire taire les rumeurs qui circulaient sur la mort de Foster, Clinton autorisa la procureure générale Janet Reno à nommer un procureur spécial pour enquêter sur l'affaire, conformément aux termes de la loi sur l'éthique gouvernementale. Un jury composé de trois juges se réunit et désigna Kenneth Starr, ancien avocat général des États-Unis, pour s'occuper de l'affaire en qualité de procureur indépendant. Les investigations de Starr s'étendirent bien au-delà de la controverse du Whitewater : le procureur s'intéressa notamment à une plainte pour harcèlement sexuel déposée contre Clinton par Paula Jones, qui avait travaillé un temps comme fonctionnaire dans l'Arkansas.
En 1998, l'équipe de Starr apprit qu'une stagiaire de la Maison-Blanche, Monica Lewinsky, avait eu une relation avec le président Clinton. Dans une déposition sous serment faite dans le cadre du procès qui l'opposait à Paula Jones, ce dernier nia avoir eu des rapports sexuels avec Lewinsky. Le bruit engendré par cette nouvelle affaire s'estompa alors quelque peu mais, en juillet 1998, Lewinksy passa un accord d'immunité avec le procureur en échange de révélations sur la nature de sa relation avec le président. Clinton avoua à son tour les faits au mois de septembre et prononça des excuses publiques.

### Mise en accusation du président
Alors que Clinton affirmait ne pas avoir menti sous serment dans ses réponses aux questions posées lors du procès Jones, le comité judiciaire de la Chambre des représentants enclencha une procédure d'impeachment à son encontre. Le scandale se hissa au premier plan des préoccupations du Congrès et de la Maison-Blanche, ce qui mit fin aux espoirs de l'administration de réformer le programme Medicare et le système d'aide sociale. Le comportement de Clinton à l'égard de Lewinsky fut vivement critiqué par les membres des deux principaux partis, mais bon nombre de démocrates avaient accepté les excuses réitérées du président et considéraient la réaction des républicains et des médias comme disproportionnée par rapport à la gravité de l'affaire.
La Chambre des représentants s'étant prononcée en faveur de l'impeachment sur la base de deux chefs d'inculpation, le second procès en destitution de l'histoire américaine, après celui d'Andrew Johnson en 1868, s'ouvrit au Sénat en janvier 1999. Les sénateurs, bien que majoritairement républicains, rejetèrent toutefois les charges retenues contre Bill Clinton (la condamnation du président exigeait une majorité des deux tiers des sénateurs) et celui-ci fut acquitté. La même année, le Congrès décida de ne plus renouveler l'expérience du comité juridique qui avait abouti à la nomination de Starr et annonça que les enquêtes pour des faits de nature similaire seraient conduites à l'avenir sous la supervision du département de la Justice. Clinton reconnut par la suite avoir « sciemment donné des réponses évasives et trompeuses » lors de sa déclaration au procès intenté par Paula Jones. Un accord financier fut finalement conclu avec cette dernière tandis que l'affaire du Whitewater déboucha sur un non-lieu.

### Autres controverses
En mai 1993, le renvoi de plusieurs employés du Bureau des voyages de la Maison-Blanche suscita une polémique (baptisée Travelgate) au cours de laquelle le président et son épouse furent accusés d'avoir ordonné ces licenciements afin d'attribuer les postes devenus vacants à certains de leurs proches. Clinton et son chef de cabinet Mack McLarty affirmèrent de leur côté que ces renvois avaient été motivés par un rapport faisant état de la mauvaise gestion financière du bureau. Clinton fut finalement lavé de toute responsabilité dans cette affaire par le juge Kenneth Starr en 2000.
Le 20 janvier 2001, jour de son départ de la Maison-Blanche, Clinton créa la controverse en accordant sa grâce à 140 personnes parmi lesquelles son demi-frère Roger Clinton Jr., inculpé pour consommation de drogue, Susan McDougal, Marc Rich et Dan Rostenkowski. Une enquête fut diligentée pour éclaircir les raisons de ces pardons mais aucune charge ne fut retenue contre Clinton.

## Échéances électorales

### Élections de mi-mandat de 1994
En raison des controverses qui avaient émaillé le début du mandat de Clinton, en particulier le débat sur l'admission des homosexuels au sein de l'armée, le laborieux processus de confirmation des nominations au sein du cabinet et le scandale du « Travelgate », la cote de popularité du président n'était plus que de 37 % au milieu de l'année 1993. Les revers essuyés au sujet de la réforme du système de santé et en politique étrangère n'étaient pas de nature à redresser la situation et Clinton aborda les élections législatives de 1994 en mauvaise posture. Sous l'impulsion de Newt Gingrich, les républicains de la Chambre adoptèrent un programme intitulé « Contrat avec l'Amérique » qui plaidait pour une refonte de l'État-providence, l'adoption d'un budget en équilibre, une limitation du nombre de mandats et une libéralisation de l'économie. La victoire des républicains fut écrasante avec un gain de 54 sièges à la Chambre des représentants et 9 au Sénat, donnant au parti le contrôle des deux chambres du Congrès pour la première fois depuis 1955.

### Élection présidentielle de 1996

Résultats de l'élection présidentielle américaine de 1996.

La gestion budgétaire de Clinton et le déroulement de la guerre de Bosnie renforcèrent sa popularité et les sondages le placèrent systématiquement en tête de ses rivaux républicains tout au long de l'année 1996. Lors des primaires républicaines qui se déroulèrent à la même époque, les candidatures de Pat Buchanan et de l'éditeur Steve Forbes ne firent pas le poids face au chef de la majorité sénatoriale Bob Dole, qui fut officiellement investi comme candidat du parti à la convention nationale du mois d'août. À cette occasion, Dole choisit l'ancien député conservateur Jack Kemp pour colistier et se déclara favorable à une réduction de 15 % de l'impôt sur le revenu, tous niveaux confondus. Le milliardaire Ross Perot fut une nouvelle fois candidat, sous la bannière du Parti de la réforme.
Clinton continua pour sa part à se définir comme centriste et déclara en janvier 1996 que « l'ère de l'État omniprésent est révolue ». Dans le même temps, la campagne de son adversaire, un des candidats à la fonction suprême les plus âgés de l'histoire du pays, fut entachée d'erreurs. Dole se montra en particulier incapable de fédérer son électorat autour d'un thème rassembleur, ce qui lui coûta cher le jour de l'élection : Clinton l'emporta en effet par une confortable avance dans le vote populaire (49,2 % contre 40,7 %) et au sein du collège électoral (379 voix contre 159). Quant à Perot, sa performance fut moins impressionnante que lors du précédent scrutin puisqu'il ne dépassa pas les 9 %. Le président sortant rafla ainsi la totalité des États du Nord-Ouest et la plupart de ceux du Midwest, alors que Dole réalisa ses meilleurs scores dans les États montagneux et dans le Sud. Clinton fut ainsi le premier président démocrate réélu depuis Franklin D. Roosevelt mais le taux d'abstention s'élevait à plus de 50 %, ce qui constituait un record depuis 1924. En dépit de la victoire du candidat démocrate, les républicains conservèrent leur majorité au Sénat et à la Chambre des représentants. Cette situation incita Clinton à abandonner tout projet de réforme important en matière de politique intérieure sous son second mandat.

### Élections de mi-mandat de 1998
Au plus fort de l'affaire Monica Lewinsky, la cote de popularité de Clinton grimpa jusqu'à 65 % d'opinions favorables. D'après les sondages, si beaucoup d'Américains ne cautionnaient pas la nature de la relation entre Clinton et Lewinsky, ils étaient également nombreux à penser que cela n'était pas un motif suffisant pour invoquer la destitution. Contre toute attente, le Parti démocrate remporta cinq sièges à la Chambre des représentants aux élections législatives de 1998 (la situation au Sénat restant inchangée). C'était la première fois depuis 1934 que le parti du président gagnait des sièges à la Chambre lors des élections de mi-mandat. À l'issue de ce scrutin, Newt Gingrich démissionna de ses fonctions de speaker de la Chambre et fut remplacé par Dennis Hastert.

### Élection présidentielle de 2000
Après avoir battu son rival, le sénateur du New Jersey Bill Bradley, aux primaires démocrates, le vice-président Al Gore décrocha facilement l'investiture de son parti en vue de l'élection présidentielle de 2000. Son colistier fut le sénateur du Connecticut Joe Lieberman, qui avait formulé de nombreuses critiques à l'égard de Clinton, notamment durant l'affaire Lewinsky. Le ticket démocrate était opposé au gouverneur du Texas George W. Bush, fils de l'ancien président, qui avait remporté les primaires républicaines face au sénateur de l'Arizona John McCain, et à son colistier Dick Cheney, ancien secrétaire à la Défense sous la présidence de George H. W. Bush. Le candidat du Parti de la réforme, Pat Buchanan, était partisan d'une réduction de l'immigration tandis que le champion du Parti vert, Ralph Nader, séduisit de nombreux progressistes déçus par les politiques centristes de Clinton et de Gore.

Résultats de l'élection présidentielle américaine de 2000.

Bush promit des réductions massives d'impôts, une privatisation partielle de la sécurité sociale et la mise en place de chèques éducation ; il critiqua également Clinton sur la gestion de son intervention en Haïti ainsi que dans d'autres pays tout en faisant référence aux frasques sexuelles du président. De son côté, Gore, qui avait été un proche collaborateur de Clinton durant les deux mandats accomplis par son administration, prit ses distances avec lui au cours de la campagne. Le jour de l'élection, Gore arriva en tête du vote populaire avec 48,4 % des voix contre 47,9 % à Bush et 2,7 % à Nader. Le candidat démocrate remporta la plupart des États du Nord-Est, du Midwest et de la côte Pacifique alors que son adversaire républicain rafla le Sud et l'Ouest intérieur. L'heure était toutefois à l'incertitude puisqu'aucun des deux principaux candidats n'avait encore obtenu la majorité au sein du collège électoral.
Les résultats de l'élection nationale se jouèrent en Floride, où l'écart entre les deux candidats était extrêmement serré. Une intense bataille judiciaire opposa pendant cinq semaines les équipes de Gore et de Bush alors que l'État de Floride avait décidé de procéder à un recomptage des voix. La Cour suprême locale valida le bien-fondé de cette décision mais l'équipe de campagne de Bush, refusant de s'avouer vaincue, demanda à la Cour suprême des États-Unis de s'emparer de l'affaire. Le 12 décembre, par 5 voix contre 4, les juges de la Cour ordonnèrent de suspendre les opérations de recomptage, confirmant de fait la victoire de Bush en Floride et au niveau national. Bush fut ainsi le quatrième candidat à une élection présidentielle américaine, et le premier depuis 1888, à être proclamé vainqueur tout en étant minoritaire en nombre de voix. Les républicains conservèrent en outre leur majorité au Sénat et à la Chambre des représentants, donnant au parti le contrôle simultané du Congrès et de la présidence pour la première fois depuis 1954.

## Postérité

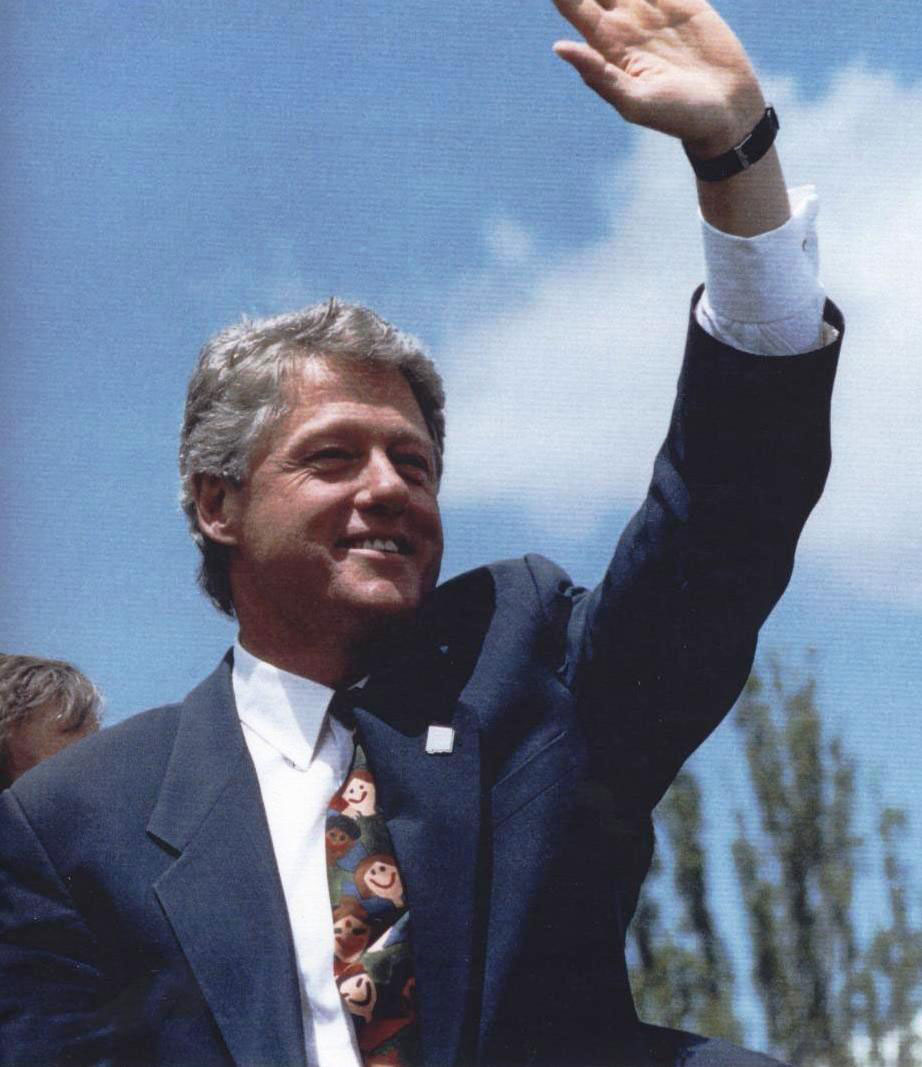
Le président Clinton à Los Alamos en mai 1993.

Servi par son charisme et sa personnalité chaleureuse, Clinton imposa un style de gouvernement renouvelé qui lui permit de conserver les faveurs du peuple américain en dépit des errements relatifs à sa vie privée. Pendant la plus grande partie de sa présidence, il jouit ainsi d'une forte popularité qui culmina à 66 % à la fin de son mandat, même si un pourcentage équivalent d'Américains considéraient leur président, sur un plan personnel, comme n'étant pas digne de confiance. Cette bonne image était étroitement liée au dynamisme de l'économie qui entraîna tout à la fois une diminution du chômage, des excès budgétaires et une baisse du ratio dette/PIB. En outre, dans un contexte partisan marqué par la victoire des républicains aux élections de mi-mandat de 1994, Clinton fit preuve d'un grand talent politique en exploitant les erreurs de ses adversaires et en préemptant certaines de leurs thématiques de campagne, ce qui lui permit d'opérer un « recentrage » et de conserver une marge de manœuvre. Il se fit ainsi le promoteur d'un centrisme qui cherchait à opérer une synthèse entre les combats chers aux progressistes (écologie, défense du droit à l'avortement, régulation des ventes d'armes à feu, …) et les chevaux de bataille traditionnels des conservateurs tels que la réduction de l'État-providence ou la répression sévère de la criminalité.
L'historien Gil Troy souligne que Clinton eut la chance de bénéficier d'une économie forte mais que sa présidence connut de nombreux aléas, en particulier la gestion chaotique des premiers mois de 1993, l'échec de la réforme du système de santé, la large victoire des républicains aux élections de mi-mandat de 1994 ainsi que l'affaire Lewinsky et la mise en accusation du président, ce qui n'empêcha pas Clinton de remporter plusieurs victoires significatives telles que l'adoption d'un budget en équilibre, la ratification de l'ALENA, sa propre réélection ou encore le vote de la loi sur la dérégulation bancaire. Dans un livre paru peu après le départ de Clinton de la Maison-Blanche, le journaliste et éditorialiste Joe Klein considère que « Bill Clinton mena une présidence sérieuse et substantielle ; ses succès en matière de politique intérieure ne furent pas négligeables et furent obtenus contre vents et marées. Il sauva le Parti démocrate de l'insignifiance et développa une nouvelle philosophie de gouvernement qui redonna de la crédibilité à la défense du secteur public, même à une époque d'apathie et de scepticisme à l'échelle nationale. En outre, il rendit le service le plus important qu'un dirigeant puisse rendre : il concevait le monde clairement, réagissant avec prudence aux défis auxquels il était confronté ; et expliqua une transformation économique complexe au peuple américain qu'il conduisit au seuil d'une nouvelle ère ». Selon Pierre Mélandri, pour qui « Clinton peut, dans un certain sens, partir satisfait » à la fin de son mandat, le bilan de ces huit années de présidence démocrate demeure toutefois en demi-teinte :

« [Clinton] qui avait tout pour être un grand président n'aura été qu'un chef d'État prudent. En préférant louvoyer entre les obstacles plutôt que de les affronter, il s'est épargné une erreur fatale dont il ne se serait pas relevé, mais s'est sans doute privé de la chance d'exploiter l'occasion unique que la fin de la guerre froide lui offrait. Après avoir fait campagne sur la chanson « Ne cessons jamais de penser au lendemain », il a géré au jour le jour un monde toujours plus incertain. Avec le recul, néanmoins, et au regard du bilan de son successeur républicain, le souvenir des années où il a présidé à leur destin, inspirera parfois une réelle nostalgie à ses concitoyens. »

Élu sur une promesse de changement et de renouveau, Clinton fut confronté, peu après son arrivée au pouvoir, au rejet de son plan d'assurance santé qui lui fit abandonner tout espoir de mener une présidence réformatrice et ambitieuse au profit de mesures non dépourvues d'ampleur, mais plus discrètes et ponctuelles. S'il parvint régulièrement à circonvenir les républicains du Congrès pour parvenir à ses fins, il laissa un bilan législatif qui, de l'avis de Jacques Portes, « reste très mince, sans le moindre projet d'envergure ». Son approche des relations avec le Congrès a elle-même été critiquée par l'historien Howard Zinn, pour qui « [Clinton] fit maintes fois preuve d'une prudence excessive et de conservatisme, ratifiant des lois qui satisfaisaient plus le parti républicain et le monde des affaires que les démocrates, dont une partie se souvenait encore des programmes audacieux de Franklin Roosevelt » ; le même auteur ajoute que la priorité accordée par Clinton à la réduction du déficit budgétaire empêcha la mise en œuvre d'une véritable politique sociale, culturelle et environnementale. À l'inverse, James Patterson est d'avis que le 42e président américain « demeura un défenseur acharné des programmes sociaux fédéraux » et qu'« il résista aux tentatives des conservateurs de réduire l'État-providence ».  
L'historien et journaliste Thomas Frank émet quant à lui un jugement très critique des années Clinton, à qui il impute une série de déréglementations massives dans le secteur de la banque, de la finance et des télécommunications, la mise en œuvre d'une politique de sécurité préjudiciable aux classes populaires et un détricotage du système d'aide sociale : « mesurée à l'aune de l'inégalité, l'administration de Clinton n'est pas héroïque, elle est odieuse ». De fait, si l'embellie économique survenue sous sa présidence contribua à lisser les écarts de niveaux de vie entre les Afro-Américains et les Blancs, les inégalités entre les riches et les pauvres s'accentuèrent : en 1999, 35 % de la richesse du pays étaient détenus par les 1 % les plus fortunés de la population alors que ce pourcentage n'était que de 22 % en 1979. Son héritage fut en outre terni par les nombreux scandales qui émaillèrent son administration et que le président n'eut de cesse d'alimenter par un comportement « à risque » mis en lumière par l'affaire Lewinsky. Cette dernière, combinée avec le constant souci de Clinton de gagner les faveurs de l'opinion publique, entraîna une érosion du prestige de la fonction présidentielle, de sorte que Mélandri peut écrire que « l'on ne sait trop ce que l'histoire considérera comme son legs : le stigmate du procès pour impeachment ou le retour à l'équilibre budgétaire d'une Amérique insolemment prospère ». Malgré ces controverses, les historiens et les politologues considèrent généralement Clinton comme un président supérieur à la moyenne. Dans un sondage C-SPAN de 2017, Clinton termina en 15e position et fut classé 13e dans un autre sondage réalisé en 2018 auprès de l'American Political Science Association. Le professeur Russell L. Riley, de l'université de Virginie, dresse l'analyse suivante :

« D'une certaine manière, la nation est encore aujourd'hui imprégnée de la présidence de Clinton, ce qui fait qu'il est difficile de porter un jugement éclairé sur la persistance de son héritage historique […]. Les « nouveaux démocrates » dont il faisait partie ont embrassé l'appel de Reagan en faveur de la loi et de l'ordre, de l'individualisme et d'une réforme de l'aide sociale, rendant le parti plus attrayant pour les Américains blancs de la classe moyenne. Dans le même temps, le parti renaissant a conservé ses traditionnelles prises de position démocratiques en faveur des plus défavorisés, de la régulation des excès du marché, du soutien aux minorités et aux femmes et de l'intervention du gouvernement pour stimuler la croissance économique […]. Toutefois, les prétentions de Clinton à un héritage durable et positif pour le Parti démocrate ont été sévèrement entamées par deux constats : la prise de pouvoir des républicains au Congrès sous sa présidence et la défaite de son successeur désigné, le vice-président Al Gore, à l'élection présidentielle de 2000. Aussi le legs de Clinton d'un point de vue partisan demeure-t-il complexe et incertain. »

## Mesures prises sous la présidence

### Principales lois signées
- 1993
  - 5 février : loi sur les congés familiaux et médicaux ;
  - 10 août : loi sur la réduction de la dette publique ;
  - 16 novembre : loi de protection de la liberté religieuse ;
  - 30 novembre : loi de prévention contre la violence des armes à feu.
- 1994
  - 13 septembre : loi sur le contrôle des crimes violents ;
  - 25 octobre : loi sur l'assistance de communication pour l'application des lois.
- 1995
  - 19 décembre : loi de responsabilisation des lobbying fédéraux ;
  - 29 décembre : loi sur la CPI.
- 1996
  - 8 février : loi sur les télécommunications ;
  - 24 avril : loi sur la peine de mort pour dissuader le terrorisme ;
  - 20 août : loi de protection des emplois pour les PME ;
  - 21 août : réforme de l'assurance-maladie ;
  - 26 août : loi sur les responsabilités individuelles face aux opportunités de travail ;
  - 21 septembre : loi de protection des institutions du mariage ;
  - 26 septembre : loi sur la parité dans le domaine de la santé mentale.
- 1997
  - 5 août :
    - loi pour l'équilibre budgétaire ;
    - loi sur les taxes et impôts.
- 1998
  - 7 août : loi d'investissement sur les effectifs ;
  - 31 octobre : loi pour un changement de régime irakien ;
  - 3 novembre : loi sur les recours collectifs privés pour fraudes.
- 1999
  - 12 novembre : loi sur la modernisation des services financiers.
- 2000
  - 21 décembre : loi sur la modernisation de la réglementation des produits financiers.